# Mare Adriatico
Il mare Adriatico è una parte del mar Mediterraneo orientale situato tra la penisola italiana e la penisola balcanica; suddiviso in Alto Adriatico, Medio Adriatico e Basso Adriatico. Bagna sei Paesi: Italia, Slovenia, Croazia, Bosnia ed Erzegovina, Montenegro e Albania, confinando a sud-est con il Mar Ionio.

## Storia

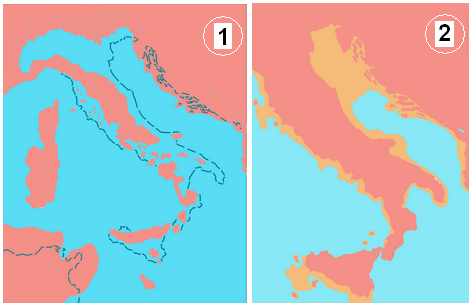
l'Adriatico nel Pliocene (figura 1) e nel Pleistocene (figura 2)

L'estensione del mare Adriatico è notevolmente cambiata nelle ere storiche, con incrementi e riduzioni importanti. Nel Pliocene era molto più vasto ed arrivava sotto le Alpi (includendo tutta l'attuale pianura padana), mentre nell'ultima glaciazione (avvenuta circa 20000 anni fa) era ridotto a quasi la meta' dell'attuale superficie, con il fiume Po che sfociava quasi all'altezza di Ancona. Attualmente registra una ridotta riduzione di superficie a causa del continuo incremento territoriale del delta del Po.

### Etimologia
La maggioranza degli storici concorda che il nome Adriatico derivi dalla città di Adria, già veneta ed etrusca, quindi colonia siracusana, che per i greci era considerata l'estremità settentrionale dell'Adriatico, il cui nome verrebbe così a significare "mare che termina ad Adria". Adria era allora terminale di importanti vie carovaniere che scendevano dal Baltico, attraverso il Brennero, e dal Mar Nero attraverso il Danubio e la Drava, mettendo in comunicazione commerciale l'area mediterranea con tali regioni e permettendo gli scambi di ambra, stagno e argento. Un canale artificiale (la Filistina) collegava già allora Adria con la laguna di Venezia e da lì permetteva di risalire tramite protetta navigazione endo-lagunare fino alle risorgive del Timavo (caput Adriae)
I Greci diedero quindi il nome di Adrias Kolpos (golfo di Adria) inizialmente alla parte settentrionale del mare (dalla foce del fiume Po al golfo del Quarnaro), poi gradualmente il nome venne esteso per tutta la sua lunghezza, dal caput Adriae fino al canale d'Otranto. Quando i Romani conquistarono il Nord Italia alla fine del III secolo a.C., il nome si era già consolidato. Lo storico longobardo Paolo Diacono riporta tuttavia che il nome del mare Adriatico derivi da quello della città abruzzese di Atri (anticamente Hadria e poi Hatria), che per i Romani era punto di arrivo di uno dei principali itinerari tra Roma e l'Adriatico.
Altre fonti testimoniano invece un’origine siculo-illirica e così anche il nome di persona che ne è derivato, Adriano: entrambi i nomi hanno la comune origine dal Dio Adranòs, in lingua sicula Hatranus. Secondo Varrone (116-27 a.C.), la parola Adria deriverebbe dall'etrusco atrium, giorno/luce/est, ad indicare la posizione ad oriente del mare e della città di Adria, abitata dagli Atriates Tusci (etruschi orientali - civiltà post-villanoviana con centro a Felsina), rispetto all'Etruria.
Il nome del mare Adriatico conserva la stessa radice etimologica in tutte le lingue dei popoli che vi si affacciano: Jadransko morje in sloveno Jadransko more/Јадранско море  in croato, bosniaco e montenegrino (secondo alcuni tale parola farebbe invece riferimento al nome latino della città di Zara, Iadera, ma ciò non è possibile secondo l'evoluzione fonologica) e Deti Adriatik in albanese.

### I Micenei in Adriatico

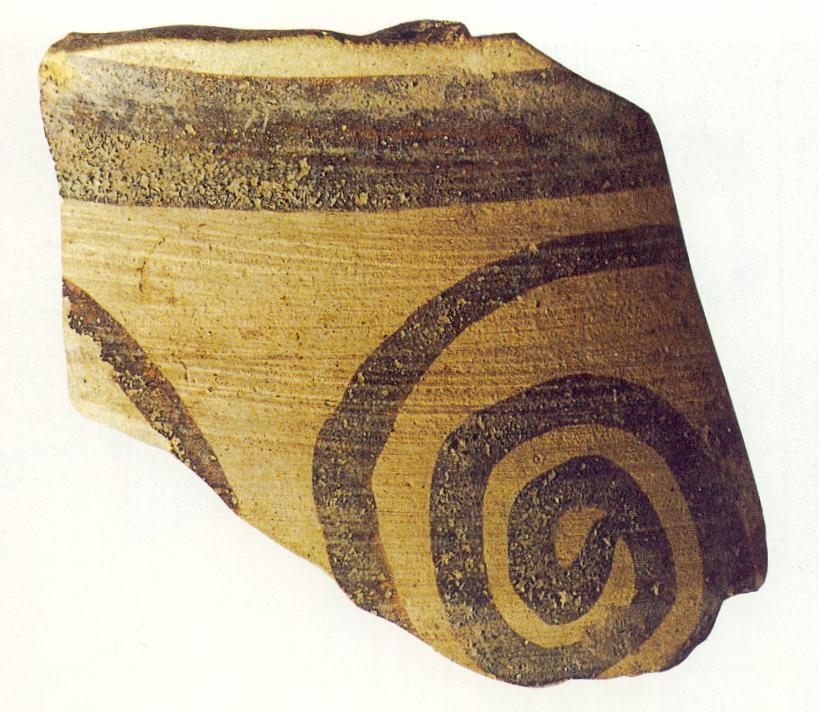
Frammento di vaso miceneo, trovato ad Ancona (Museo archeologico nazionale delle Marche).

I primi navigatori a frequentare l'Adriatico furono i Micenei. Questa antica frequentazione è testimoniata dai ritrovamenti di reperti micenei, che in questo mare sono tipici solo di un numero limitato di siti, elencati di seguito.
Sulla costa adriatica italiana:

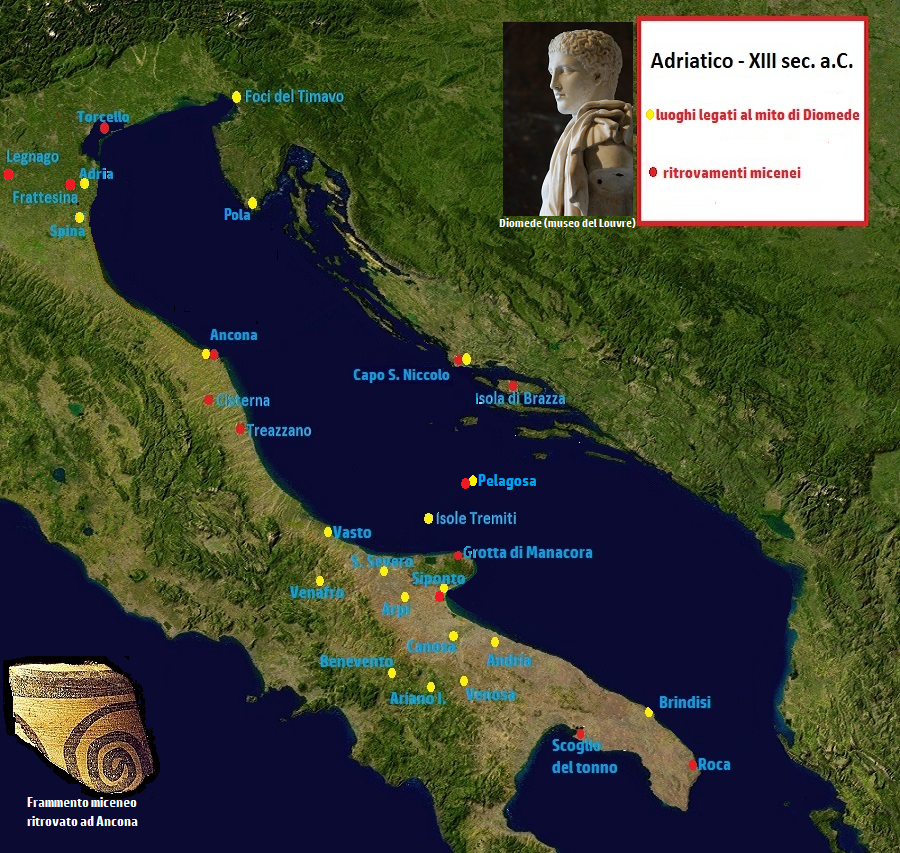
Luoghi legati al mito di Diomede e ritrovamenti micenei.

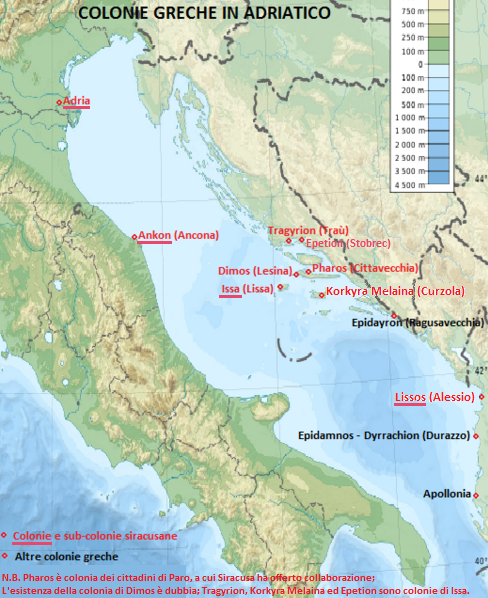
Colonie greche in Adriatico (in rosso quelle siracusane)

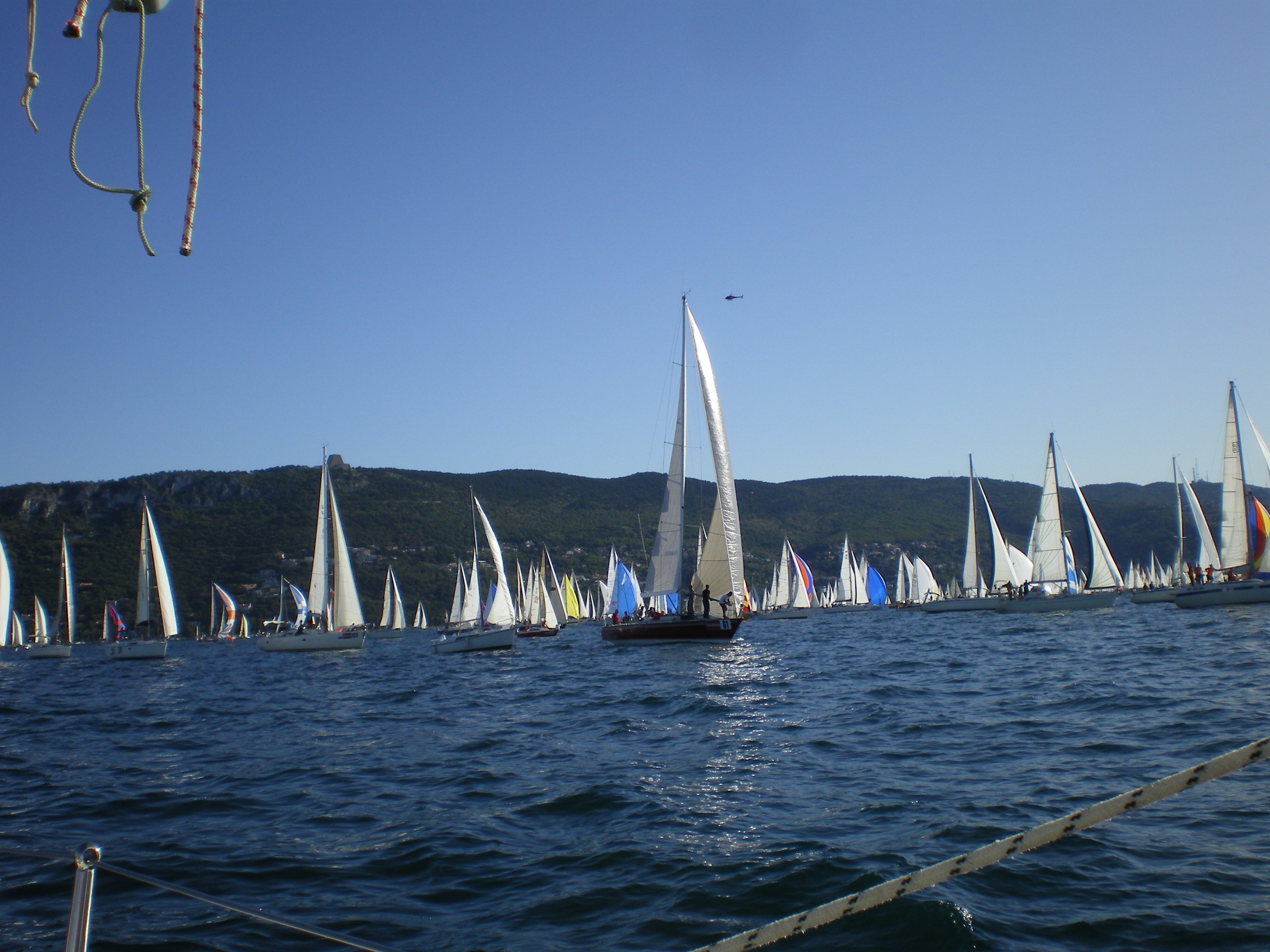
Golfo di Trieste: Barcolana

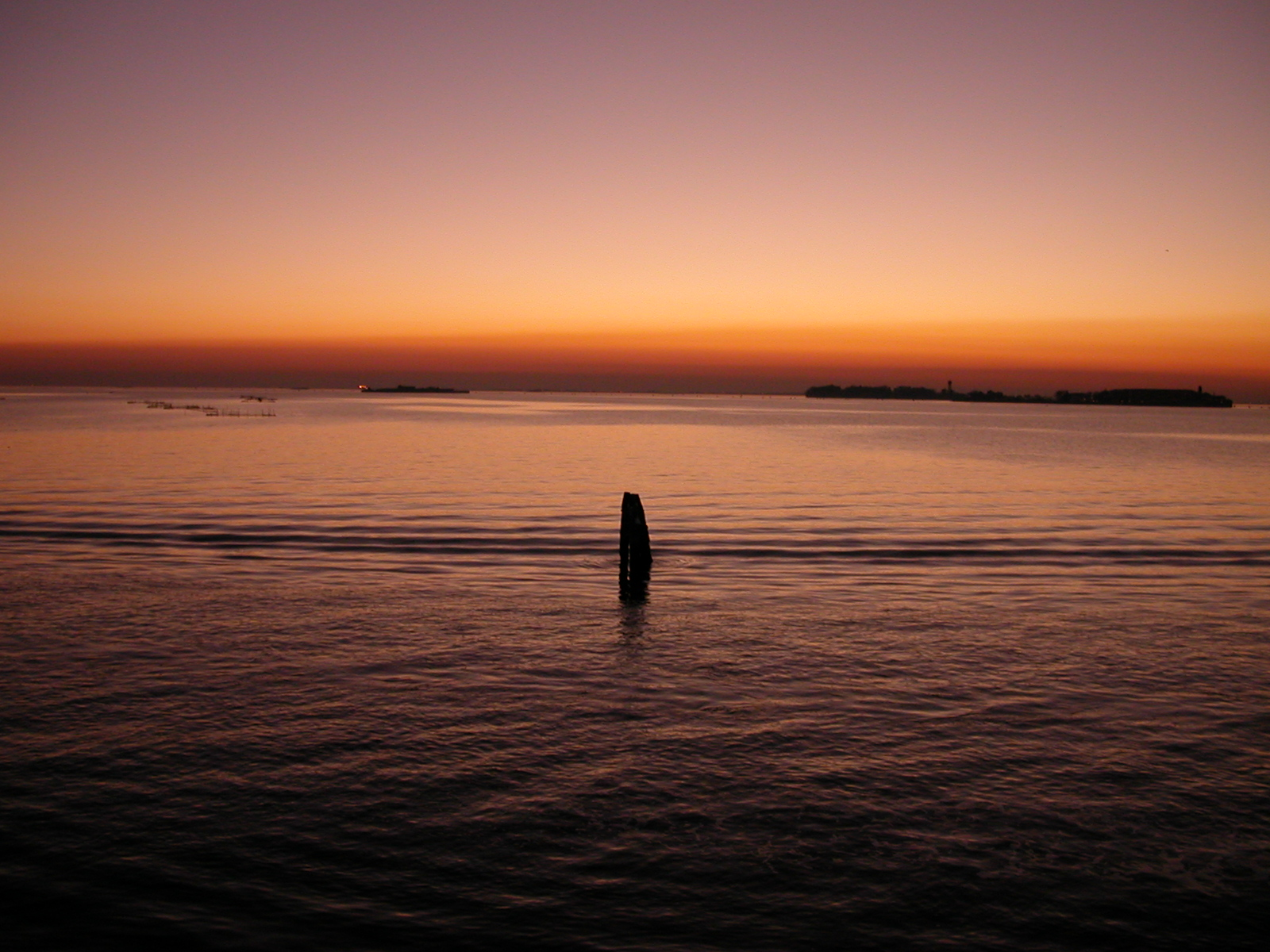
Golfo di Venezia: Laguna veneta

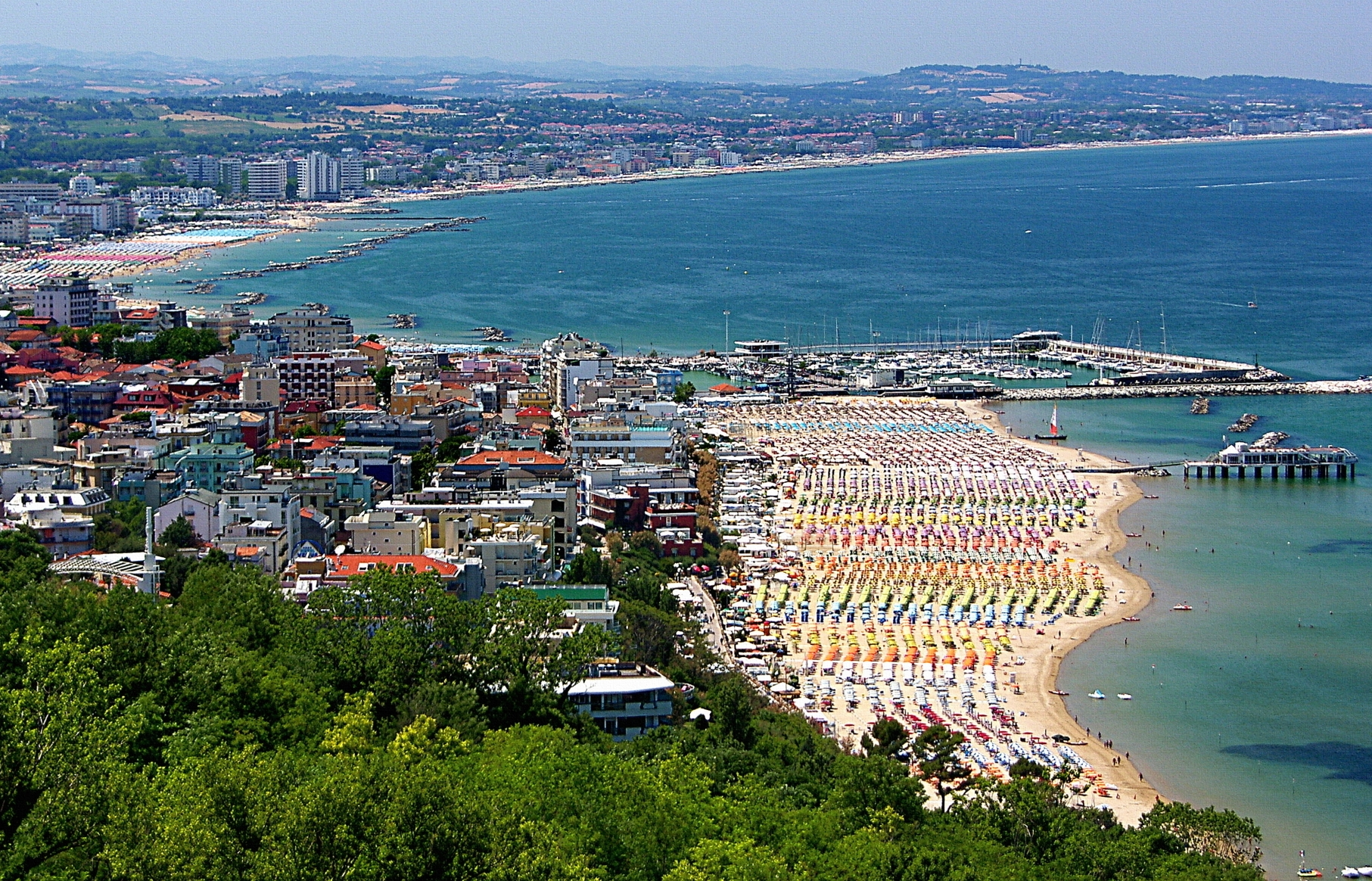
Veduta della Riviera Romagnola dal promontorio di Gabicce Monte

- nella zona del Delta del Po: a Frattesina, sul Po di Adria, un antico ramo deltizio del Po, a Legnago, lungo il tratto finale del fiume Adige, e a Torcello, nella laguna veneta;
- nelle Marche: ad Ancona, a Treazzano di Monsanpolo, presso la foce del fiume Tronto, e a Cisterna di Tolentino;
- in Puglia: nella Grotta di Manacore e a Coppa Nevigata (nei pressi di Siponto), sul Gargano, a Roca Vecchia (si può ricordare anche una località pugliese sullo Ionio: lo Scoglio del Tonno, nei pressi di Taranto);
- sulla costa dalmata: a Capo San Niccolò e nell'isola di Brazza;
- nelle isole di Pelagosa.

Questi ritrovamenti testimoniano i percorsi delle antiche rotte adriatiche micenee.
Esiste una singolare sovrapposizione tra il ritrovamento di frammenti micenei ed il culto adriatico di Diomede; esso è testimoniato infatti:
- nella Venezia Giulia alle foci del Timavo e a Pola;
- nella zona del Delta del Po ad Adria e a Spina;
- nelle Marche ad Ancona;
- nelle Isole Tremiti e nelle Isole di Pelagosa (i due arcipelaghi erano chiamati nel loro complesso Insulae Diomedeae)[8];
- in diverse città della Puglia: a Siponto, San Severo, Arpi, Canosa, Andria, Brindisi;
- nei territori circostanti la Puglia: a Vasto, Venafro, Ariano Irpino, Benevento, Venosa;
- in Dalmazia a Capo San Niccolò, chiamato in antichità promuntorium Diomedis[9].

Come si può notare effettuando un confronto tra i siti dei ritrovamenti micenei e i luoghi di culto di Diomede, essi a volte coincidono; questa coincidenza non è certo casuale, ma mostra che tale culto è stato diffuso proprio dai navigatori provenienti dalla Grecia, in un'epoca di poco più tarda rispetto alla Guerra di Troia, ossia intorno al XIII secolo a.C., al tempo della diaspora micenea (tardo elladico).
Il culto di Diomede potrebbe poi essere stato rivitalizzato in occasione della politica adriatica del tiranno siracusano Dionisio il grande. Nel IV secolo a.C. infatti, egli valorizzò l'antico culto greco dell'eroe argivo per giustificare culturalmente la propria azione colonizzatrice di fronte alle popolazioni autoctone dell'Adriatico. Lo stesso fenomeno si è verificato in tutte le aree adriatiche interessate dalla politica di Dionisio il grande di Siracusa e di suo figlio.

### Rotte greche in Adriatico
I Greci, come tutti i popoli antichi, praticavano la navigazione di cabotaggio ed affrontavano il mare aperto solo quando non era possibile altrimenti, scegliendo in questo caso le rotte più brevi. Le rotte di cabotaggio erano stabilite in base alla necessità di potersi riparare, durante la notte o in caso di burrasca, in porti o insenature naturali localizzate a circa un giorno di navigazione l'una dall'altra. 

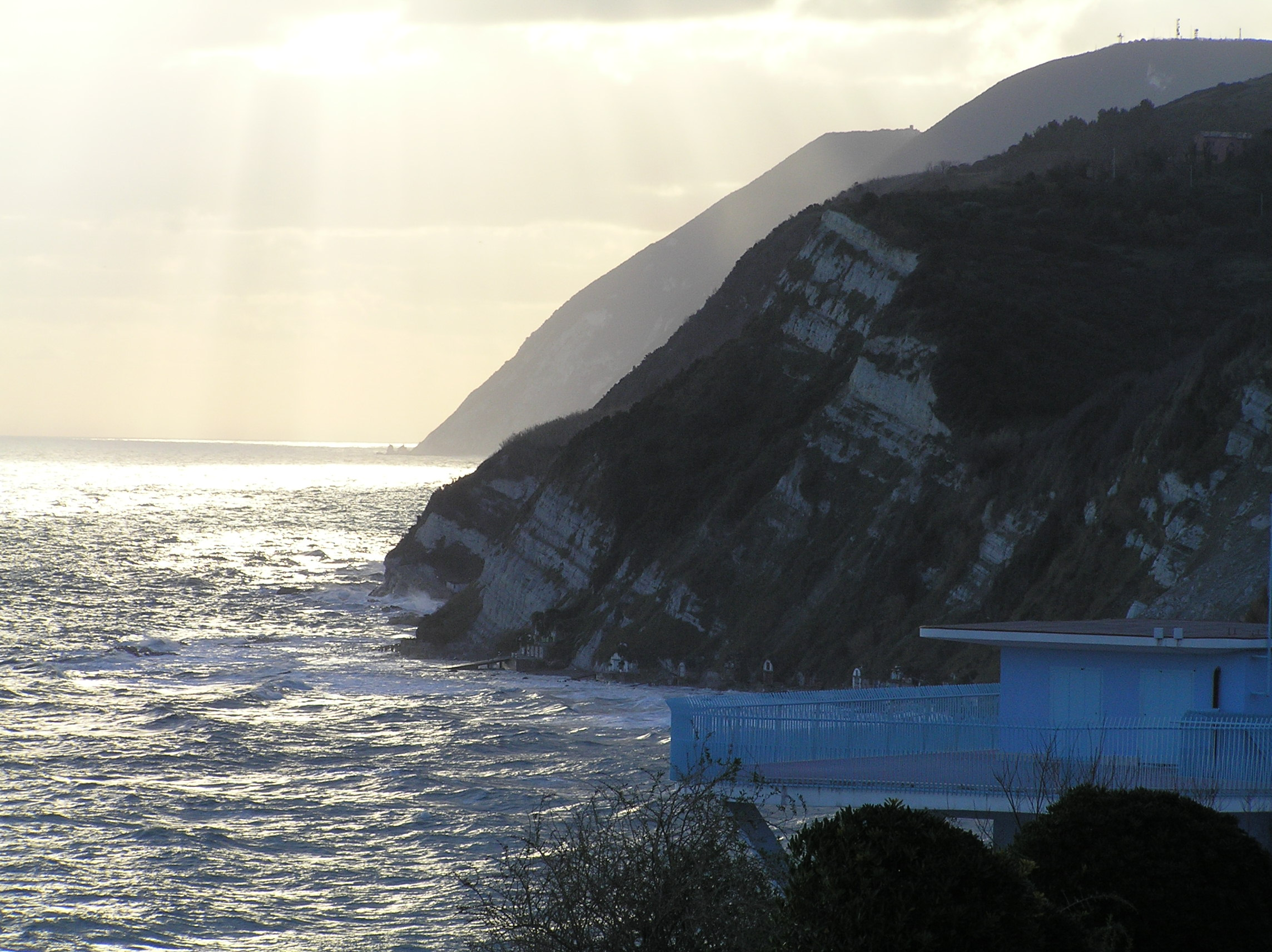
Il Promontorio del Conero visto da Ancona

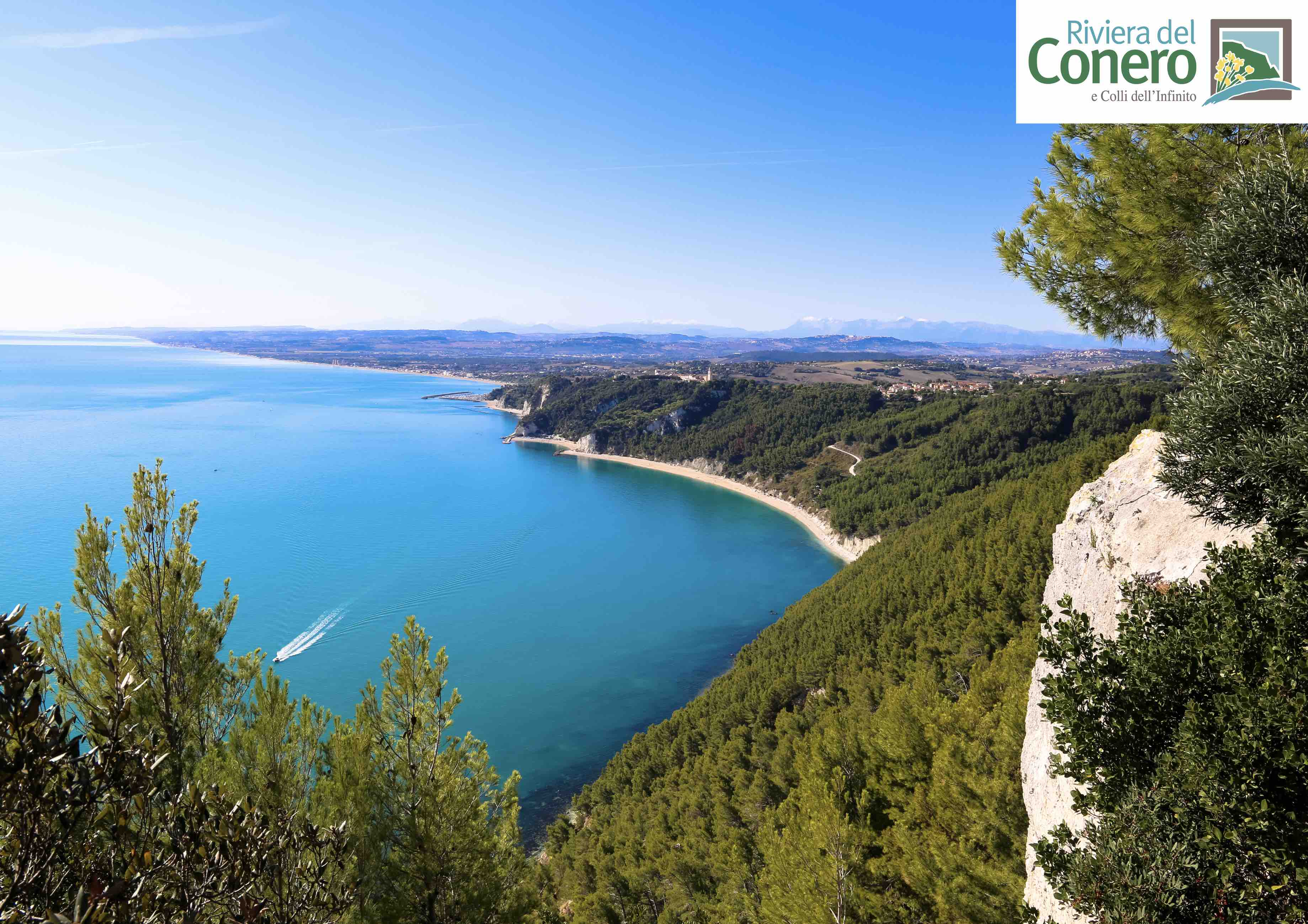
Riviera del Conero: la spiaggia di San Michele vista dal Passo del Lupo.

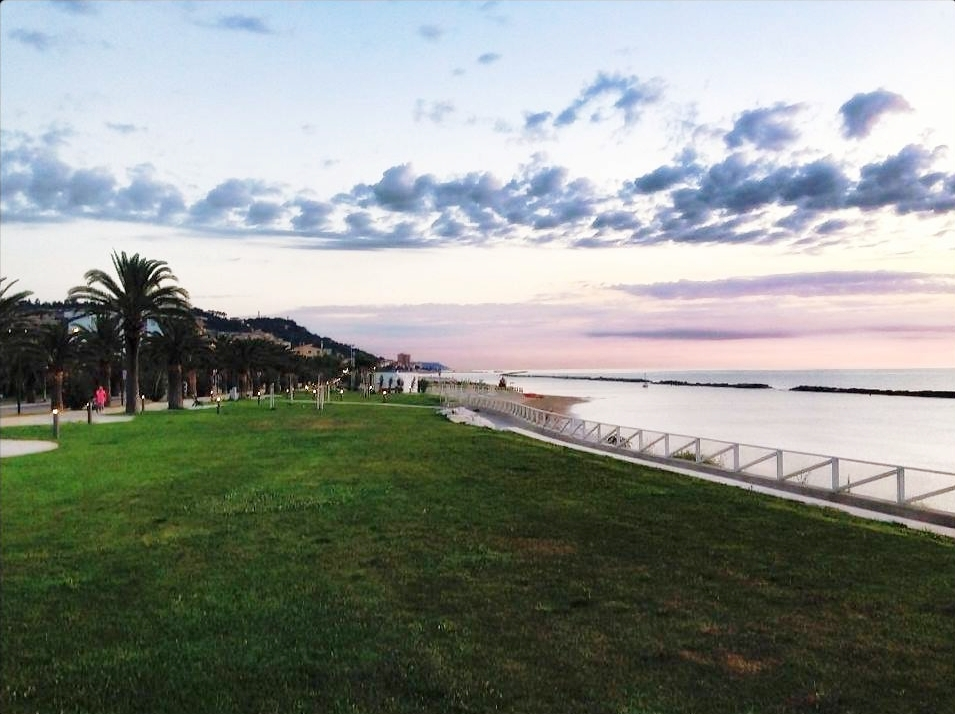
Riviera delle Palme

Gli studi meno recenti ipotizzavano che i Greci percorressero un'unica rotta per risalire l'Adriatico: quella orientale, che permetteva di navigare lungo coste ricche di ripari naturali per le proprie navi. Tale rotta seguiva quindi le coste dalmate sino alla moderna città di Zara, per poi proseguire verso nord oppure attraversare il mare puntando verso il promontorio del Cònero e dirigersi infine verso l'Adriatico settentrionale. Gli studi più recenti ipotizzano anche una rotta di risalita dell'Adriatico lungo la costa occidentale, quella italiana, utilizzata principalmente dai navigatori provenienti dalla Magna Grecia diretti verso gli scali padani. Questa rotta occidentale fu probabilmente seguita anche dai navigatori rodii nel IX ed VIII secolo a.C., prima dell'apertura di quella orientale. Data la mancanza di porti naturali, come ripari occasionali erano utilizzate le foci dei fiumi, senza impiantare empori stabili. L'area del promontorio del Cònero, e quindi Ancona, era il punto di congiunzione tra le due rotte.
Le rotte più antiche evitavano così ogni attraversamento di mare aperto, ed erano esclusivamente di cabotaggio, lungo le coste italiane o quelle dalmate. In quest'ultimo caso, la rotta partiva da Kòrkyra (l'odierna Corfù) e seguiva tutta l'articolatissima costa dalmata, raggiungendo la costa settentrionale dell'Adriatico per poi riscendere lungo quella occidentale.
Entrambe le rotte, quella italiana e quella dalmata, risultavano problematiche, ma per fattori diversi. La costa adriatica occidentale, da Brindisi al Cònero, era considerata dai popoli antichi sfavorevole per la navigazione a causa dell'assenza di porti naturali: Tito Livio parla di importuosa Italiae litora e Strabone definisce i litorali adriatici occidentali alímenoi (ἀλίμενοι), ossia "importuosi". La costa orientale dell'Adriatico, disseminata di ripari per le navi, presentava però un altro problema: le tante insenature naturali erano rifugio di pirati, che attaccavano puntualmente le navi di passaggio. Di pirati nell'Adriatico si hanno notizie già a partire dall'VIII secolo a.C.. Naturalmente, se esisteva la pirateria, ciò comporta che esistesse anche un traffico di navi da depredare; dal V secolo, inoltre, vennero organizzate alcune spedizioni per contrastare i pirati illirici. Tra queste, si ricordano quelle dei rodii, nell'ambito di una vera e propria guerra da corsa.
L'attraversamento dell'Adriatico in corrispondenza del Cònero era scelto perché questo promontorio si spinge verso la costa dalmata, rendendo più breve l'attraversamento del mare e assumendo anche la funzione di traguardo visivo per i navigatori provenienti da est. Nella rotta di ritorno, invece, il traguardo visivo era garantito dalla visibilità del monte Drago, sui monti Velèbiti. In questo modo il tratto di mare aperto senza visibilità della costa era ridotto al minimo. Inoltre il porto naturale di Ancona, a ridosso del Cònero, si trova a metà della costa adriatica occidentale, quasi del tutto importuosa, e dunque rappresentava l'unico luogo ove poter riparare le navi dalle onde, dalle bocche del Po sino a Brindisi.
I Greci diretti verso i fiorenti mercati della Pianura Padana, dunque, anche dopo l'epoca micenea, hanno sempre risalito l'Adriatico lungo la costa dalmata, per poi attraversare il mare tra Zara e il Cònero, raggiungendo infine gli scali padani.
Gli storici hanno provato ad elencare i porti naturali e gli empori utilizzati dai Greci lungo la rotta verso l'Adriatico settentrionale; in alcuni casi, come in quello di Ancona, l'ipotesi è suffragata da ritrovamenti archeologici e dal fatto che in epoca successiva sono stati sedi di colonie greche. Nella costa orientale adriatica essi erano: Orikos, Apollonia, Epidamnos, Vardenis (nei pressi di Scutari), Buthoe, Lissos, Epidayron, Melitta, Kòrkyra Melaina, la foce del Naron, Pharos, Issa, Elaphussa, Idassa, Enona. Seguiva poi l'attraversamento dell'Adriatico. Nella costa italiana gli empori e i ripari erano invece: Numana, Ankón, l'attuale Santa Marina di Focara, la foce della Marecchia, Spina, Adría.
La rotta occidentale fu probabilmente seguita anche dai navigatori rodii nel IX ed VIII secolo a.C., prima dell'apertura di quella orientale con attraversamento all'altezza del Cònero. Data la mancanza di porti naturali, come ripari occasionali sarebbero state utilizzate le foci dei fiumi, senza impiantare empori stabili. L'area del promontorio del Cònero, e quindi Ancona, era il punto di congiunzione tra le due rotte.

### Colonizzazione greca dell'Adriatico
Prima del IV sec. a.C. esistevano nell'Adriatico tre colonie greche, tutte nel settore meridionale: la colonia della città del Peloponneso Epidauro Epydayron (Ragusa Vecchia), e le due colonie miste corinzio-corciresi di Epidamnos (Durazzo) ed Apollonia.
Intorno alla metà del IV sec. a.C. Dionisio I di Siracusa promosse un'intensa colonizzazione dell'Adriatico. In Italia fondò infatti Ankón (attuale Ancona, colonia popolata con esuli politici), ed Adrìa (attuale Adria); in Dalmazia fondò Issa (attuale Lissa) e in Albania Lissos (attuale Alessio).
Dionisio inoltre favorì la fondazione, da parte dei cittadini di Paro, della colonia di Pharos (attuale Cittavecchia), nell'isola di Lesina, ove è ricordata anche l'esistenza di Dimos (l'attuale città di Lesina).
La colonia siracusana di Issa a sua volta fondò Tragyrion (attuale Traù), Korkyra Melaina (attuale Curzola) ed Epetion (attuale Stobreč, sobborgo di Spalato) ed utilizzava l'emporio greco di Salona.
Con questo programma di colonizzazione Dionisio riuscì ad assicurarsi un controllo totale sulle rotte adriatiche che portavano il grano padano verso la madrepatria greca.

### Miti e leggende
Mito degli Argonauti

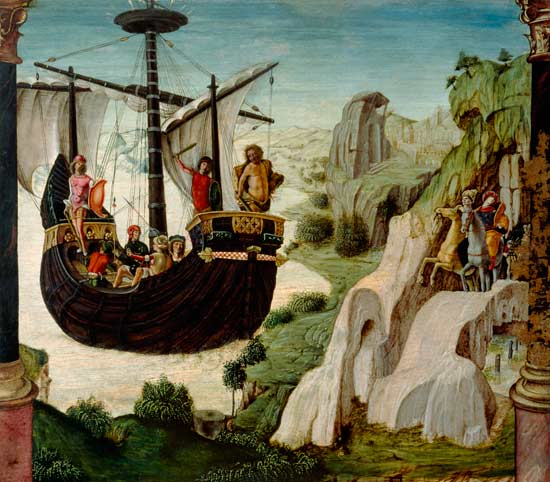
Argonauti

Le coste del mare Adriatico sono teatro di racconti di storie passate di grande fascino, anche se per alcune di queste non esistono testimonianze documentate e certe. Una delle leggende più conosciute riguardanti l'Adriatico è quella degli Argonauti. Una versione del mito, forse la più antica, narra della storia dei sudditi del re di Colchide Eete. Partiti all'inseguimento di Giasone e Medea che si erano impossessati del Vello d'oro, si sarebbero fermati sulle coste dell'Adriatico per paura di dover comunicare al sovrano il fallimento della loro missione e la morte di suo figlio Apsirto. Questi era stato ucciso e fatto a pezzi dalla sorella Medea e quindi le sue membra trasformate nell'arcipelago da lui detto delle Apsirtidi, oggi Cherso (Cres) e le isolette circostanti. Qui i Colchidi avrebbero preso dimora per poi in seguito fondare Pola. Sempre nel Quarnaro l'isola di Lussino sarebbe stata Eea, la primitiva sede di Circe, quindi visitata anche da Ulisse e dai suoi compagni.
Leggenda delle Isole Brioni
Sempre dall'altra parte dell'Adriatico, lungo le coste della penisola dell'Istria, si racconta la storia dell'arcipelago delle isole Brioni, dove sono stati ritrovati resti dei dinosauri che hanno abitato queste terre 150 milioni di anni fa. Secondo la leggenda, questo arcipelago nacque per mano degli angeli: le isole sarebbero infatti alcuni pezzi di Paradiso che il Diavolo aveva sparpagliato.
Mito di Diomede

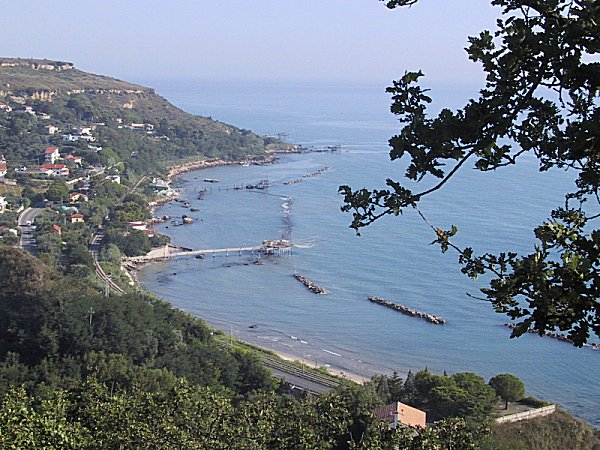
Veduta della Costa dei Trabocchi in Abruzzo

Secondo il mito greco, l'eroe Diomede, dopo aver lasciato per sempre la città di cui era re, Argo, navigò con i suoi compagni d'arme in tutto l'Adriatico, fermandosi ove ci fosse un porto e insegnando agli abitanti l'arte della navigazione. Nella Venezia Giulia la sua figura si fuse con quella del Signore degli Animali. Successivamente diventò un fondatore di città (molte in Puglia, ma anche Benevento e Vasto). Per questi motivi il suo culto era diffuso alle foci del Timavo, a Capo Promontore, ad Ancona, a Capo San Niccolò e alle Isole Tremiti. In tutti i luoghi ricordati dalla tradizione come tappe dei viaggi di Diomede, l'archeologia ha ritrovato reperti micenei, consentendo di collegare il mito di Diomede alla navigazione micenea.
Mito di Antenore
Altro eroe greco che navigò nell'Adriatico fu, secondo il mito, Antenore, ricordato dalla tradizione come fondatore di Padova.
Mito di Ulisse
Anche i viaggi di Ulisse possono essere ricondotti al mare Adriatico. Fin dall'antichità, infatti, ci sono stati studiosi che hanno ambientato tutte le tappe del viaggio di Ulisse narrato nell'Odissea in luoghi adriatici anziché tirrenici, com'è consuetudine. Il fatto che Omero non abbia mai incluso riferimenti specifici parlando di luoghi, autorizzò fin dall'antichità ad ambientare il mito di Ulisse in vari luoghi del Mediterraneo: ogni popolazione rivierasca che veniva a conoscenza delle avventure di Ulisse le immaginava in luoghi che conosceva. L'ambientazione tirrenica divenne la più diffusa solo a partire dalla romanizzazione d'Italia.
I Pelasgi

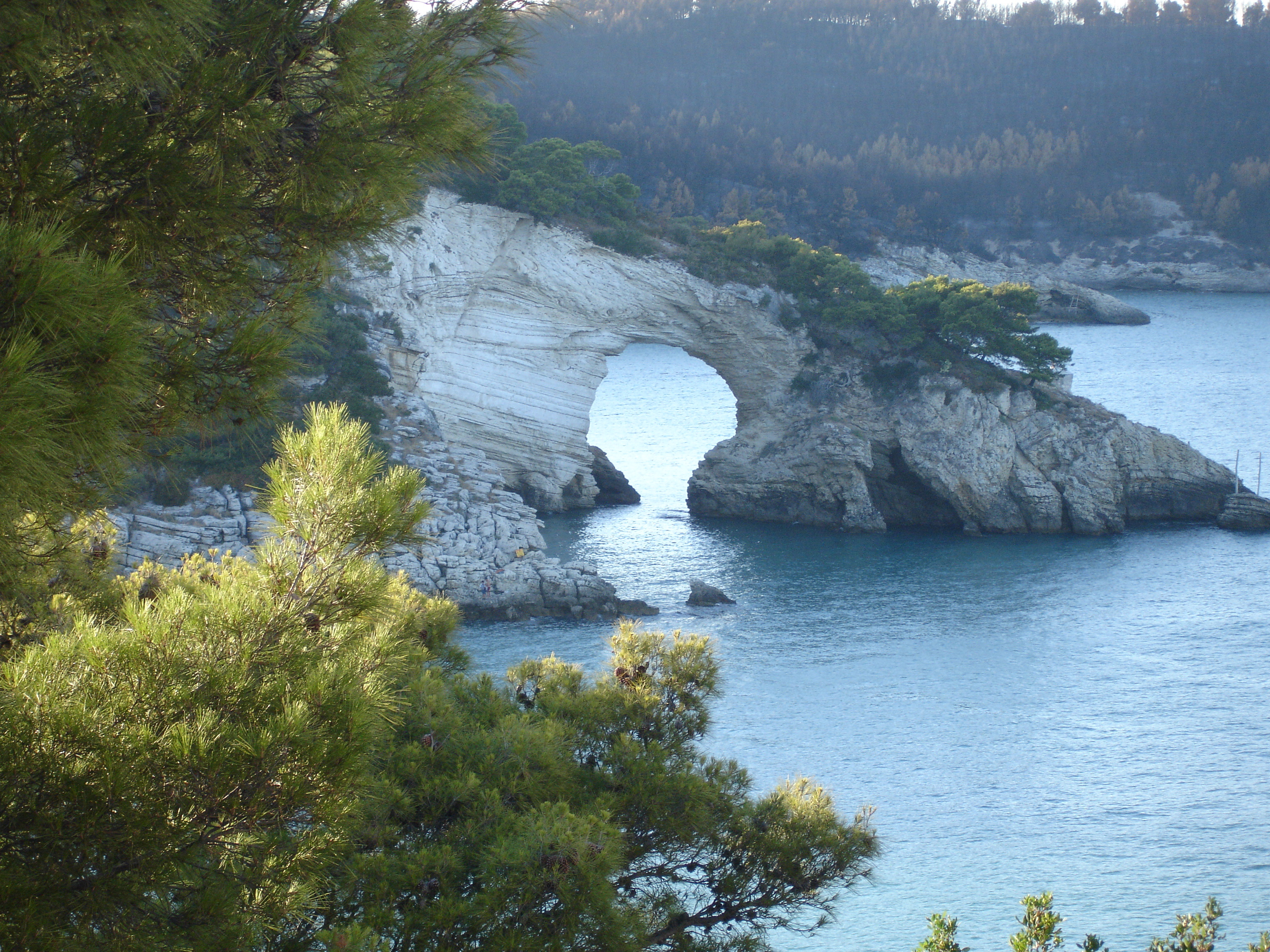
Promontorio del Gargano

Lungo le coste dell'Adriatico avrebbero poi navigato anche i Pelasgi. Naturalmente non ci sono notizie certe al riguardo, ma ad esempio Silio Italico racconta la risalita di questa popolazione di navigatori lungo la costa e il loro insediamento sul colle dell'Annunziata (conosciuto anche con il nome di “colle Pelasgico”) ad Ascoli Piceno, nelle Marche. Un po' più a nord, nel ravennate, anche Strabone identifica alcune colonie pelasgiche, accostandole a quelle di Caere (Cerveteri) e di Pyrgi lungo il Tirreno.
Anche alcuni toponimi possono ricordare questa frequentazione come il "Monte Pelago" uno dei colli di Ancona che alcuni studiosi locali collegano questo luogo alle antiche frequentazioni del promontorio del Conero

### Storia contemporanea
Il Mar Adriatico storicamente ha subito per primo lo sfruttamento turistico rispetto al Tirreno ed allo Ionio in quanto mare in media più sabbioso, nonché protetto dalla catena degli Appennini ad ovest e dalle Alpi Dinariche ad est, dunque meno soggetto a mareggiate e fenomeni di erosione sulle coste. Sulla costa adriatica passano l'Autostrada A14 Adriatica, la Strada statale 309 Romea e la Strada statale 16 Adriatica, lungo la quale sono posti quasi tutti i principali centri abitati, turistici e balneari nonché diversi capoluoghi di provincia e di regione. È in fase di realizzazione il cosiddetto Corridoio Verde Adriatico.

## Descrizione

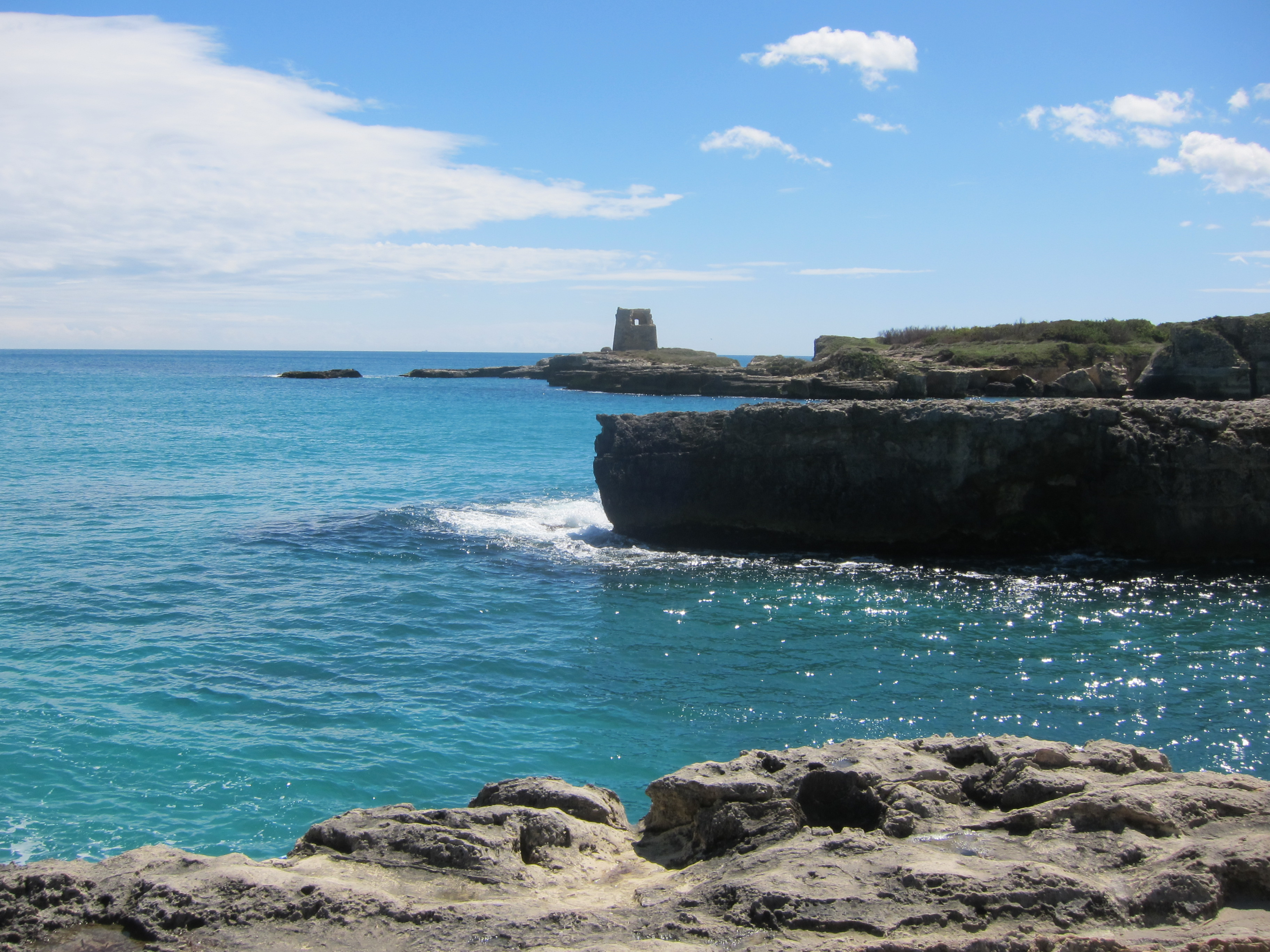
Costa salentina a Roca Vecchia

Lungo circa 800 km e largo mediamente 150 km, ricoprendo una superficie di 132000 km², la profondità del suo bacino in talune zone raggiunge i 300 m nella parte settentrionale (inferiore a quella dei tre grandi laghi prealpini) e raggiunge i 1.222 m più a sud, lungo la direttrice da Bari alle bocche di Cattaro, mentre la salinità media è del 3,8%, con forti differenze tra il nord, meno salino, e il sud.
L'ampiezza di marea è abbastanza contenuta (circa 30 cm al sud e non oltre i 90 nelle estremità settentrionali): ciò ha permesso sin dall'antichità la nascita, lungo la bassa costa settentrionale, di centri abitati come Aquileia, Chioggia, Grado, Venezia, famosa in tutto il mondo per il fenomeno dell'acqua alta che periodicamente ne sommerge di qualche decina di centimetri molte aree, e Ravenna.
I principali corsi d'acqua che sfociano nel mar Adriatico sono il Po, l'Adige, l'Isonzo, il Tagliamento, il Brenta, il Piave, il Reno, il Savio, il Marecchia, il Foglia, il Metauro, l'Esino, il Tenna, il Tronto, il Chienti, la Narenta, l'Aterno-Pescara, il Sangro, il Fortore e l'Ofanto. In generale, i fiumi del nord, alimentati dai ghiacciai alpini, hanno un regime più regolare nel corso dell'anno, mentre quelli centro-meridionali presentano un carattere torrentizio.

### Confine con il mar Ionio

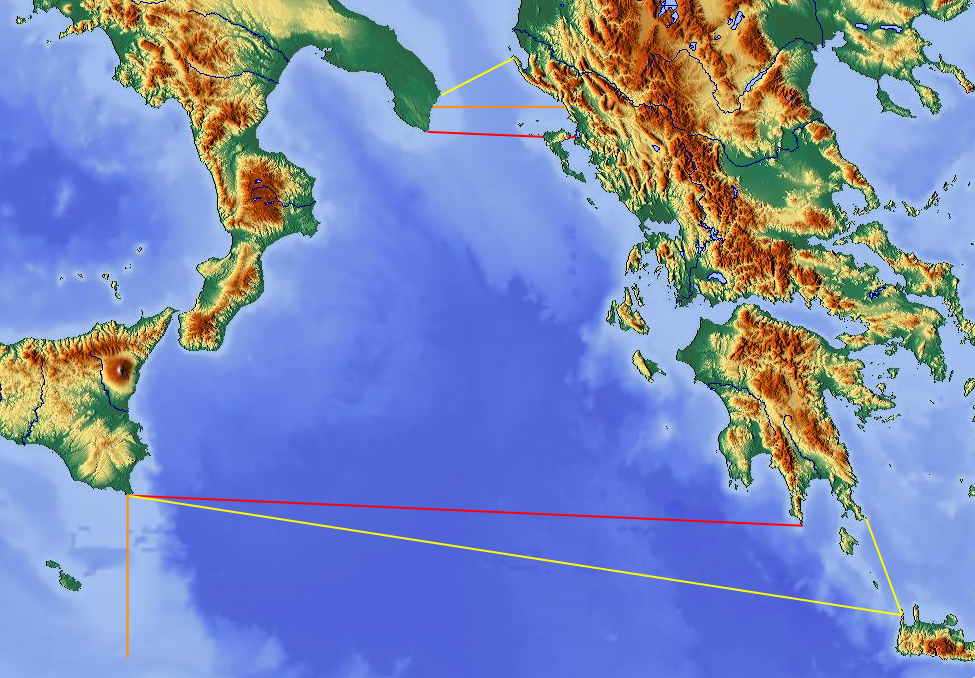
Confini tra Adriatico e Ionio (in alto)

Il mare Adriatico è collegato al mar Ionio tramite il Canale d'Otranto, ma il confine esatto tra i due mari è stabilito diversamente a seconda delle varie convenzioni.
Secondo la convenzione dell'Organizzazione idrografica internazionale, seguita negli Avvisi ai naviganti (portolani, fari e fanali, Navarea III), il limite convenzionale fra costa ionica e costa adriatica è posto a Santa Maria di Leuca (punta Mèliso, lungo il meridiano 18°22' E) (linea rossa in figura). Il limite meridionale dell'Adriatico corre poi, secondo questa convenzione, lungo la linea immaginaria che va da punta Mèliso a capo Cefalo (39°45′07.31″N 19°37′45.5″E) sull'isola di Corfù. In questo modo, la costa settentrionale dell'isola di Corfù e le isole Diapontie sarebbero bagnate dal mar Adriatico.
Un'altra convenzione pone la linea di demarcazione lungo lo stretto di mare fra Capo d'Otranto, nel Salento, e Capo Linguetta in Albania (linea gialla in figura). La linea di demarcazione viene spostata più a sud da altre convenzioni nautiche, che per esigenze di semplicità seguono le linee dei paralleli e dei meridiani. In particolare, ai fini meteorologici (Meteomar) e delle Informazioni nautiche degli avvisi ai naviganti, il limite marittimo tra Adriatico meridionale e Ionio settentrionale è dato dal 40º parallelo nord (linea arancione in figura): sulla costa italiana corrisponde a punta Mucurune nei pressi di Castro. 40°00′00″N 18°25′48″E

### Golfi, lagune, promontori, isole e riviere
Costa settentrionale e occidentale

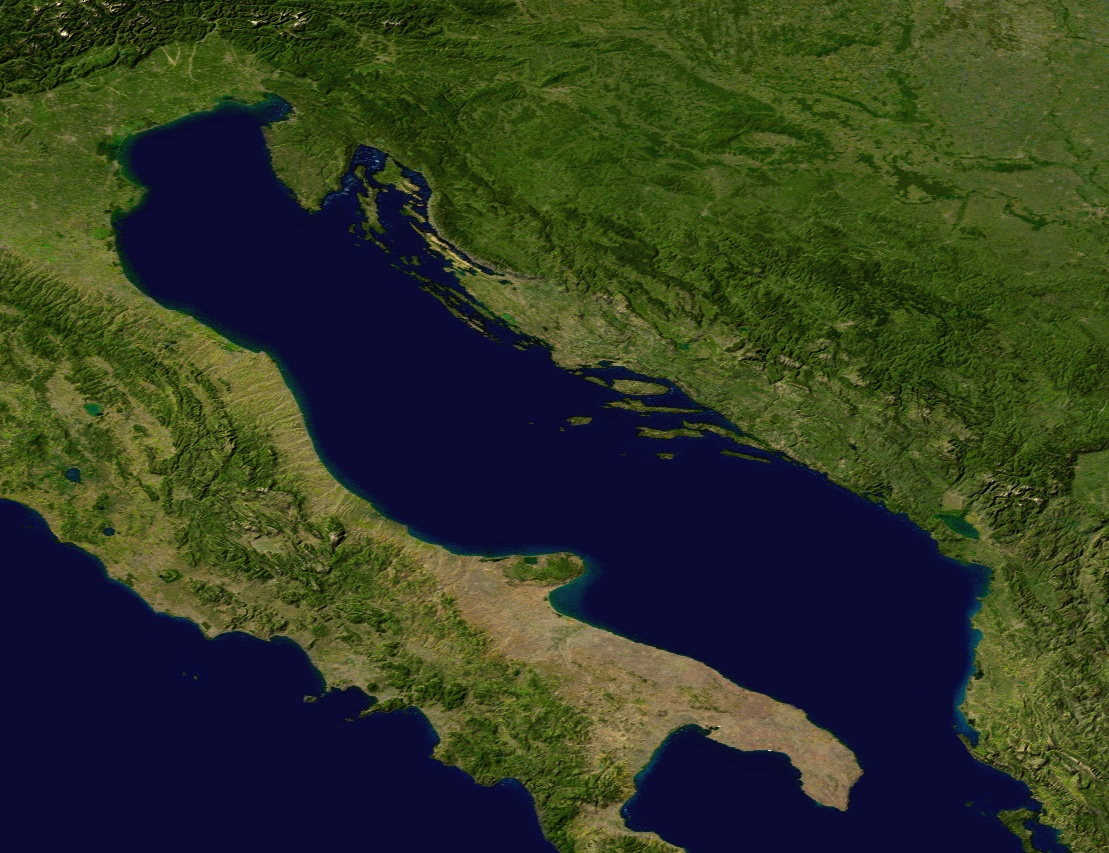
Immagine satellitare dell'Adriatico.

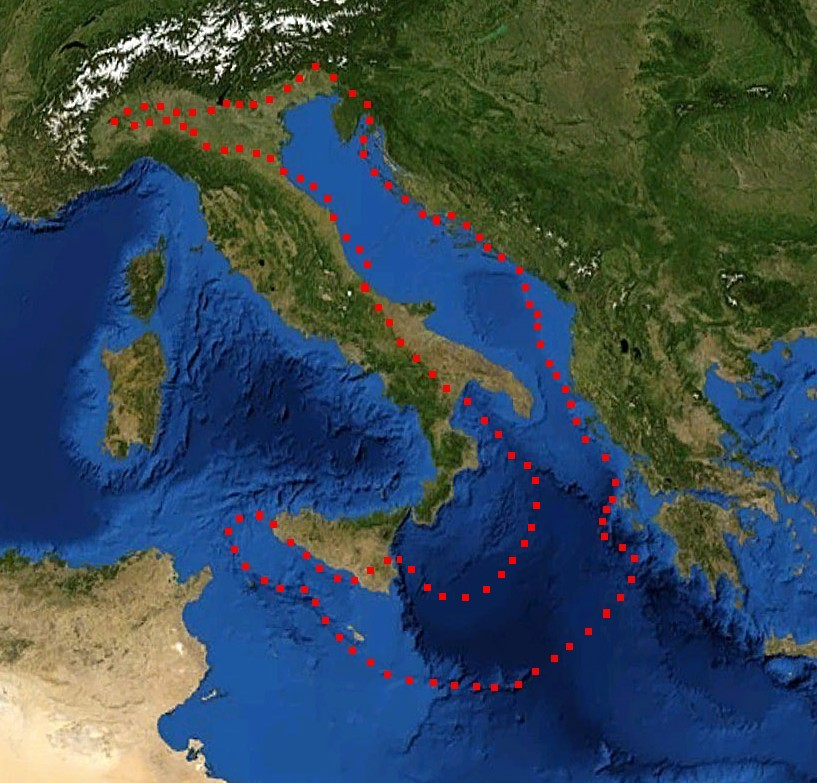
Margini della placca adriatica - Il limite occidentale della placca adriatica, sopra la quale si estende il bacino adriatico, si sposta attualmente di circa 40 mm all'anno verso est, sotto la spinta dalla placca euroasiatica, comportando un graduale restringimento del Mare Adriatico

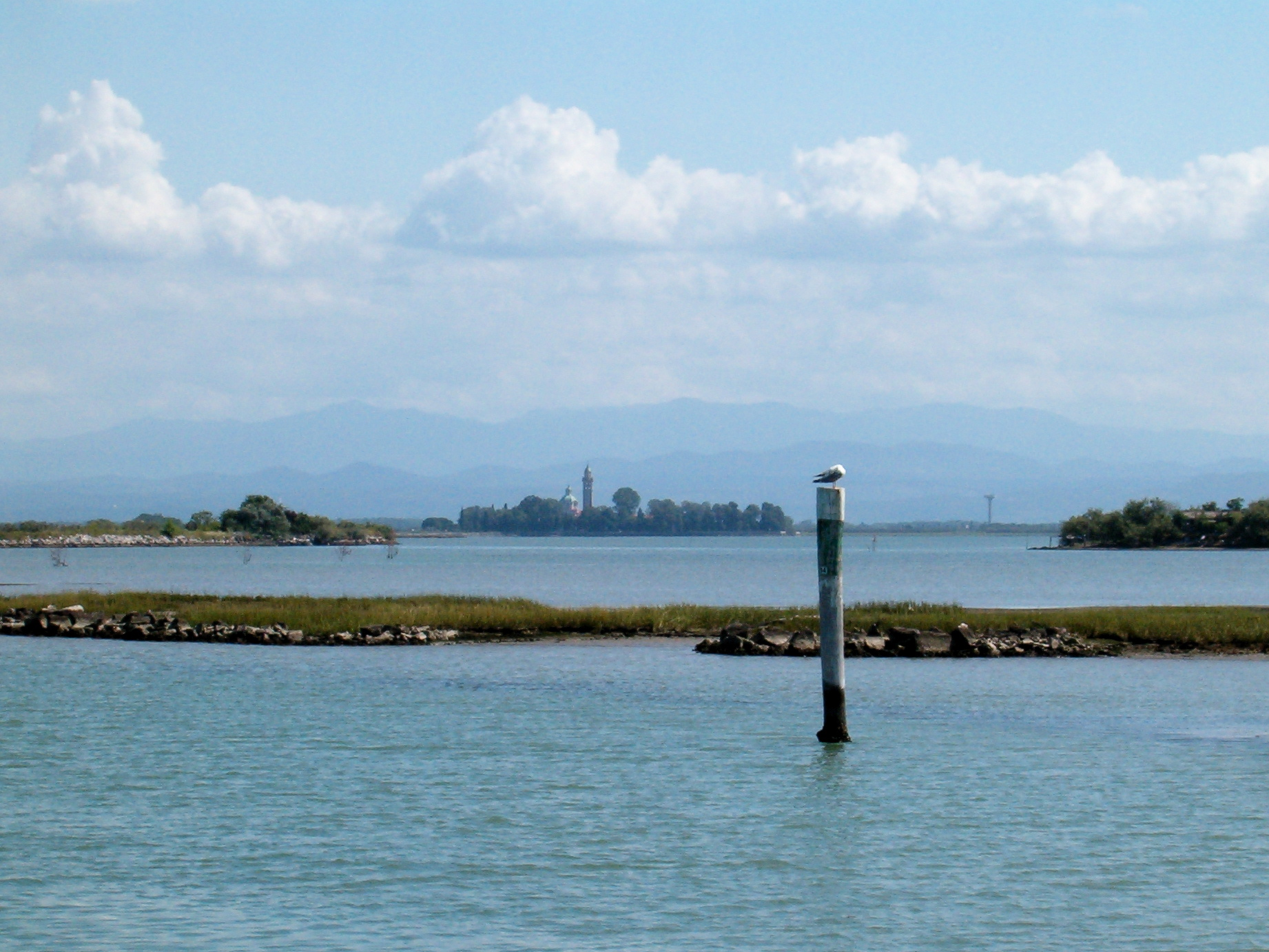
Laguna di Grado

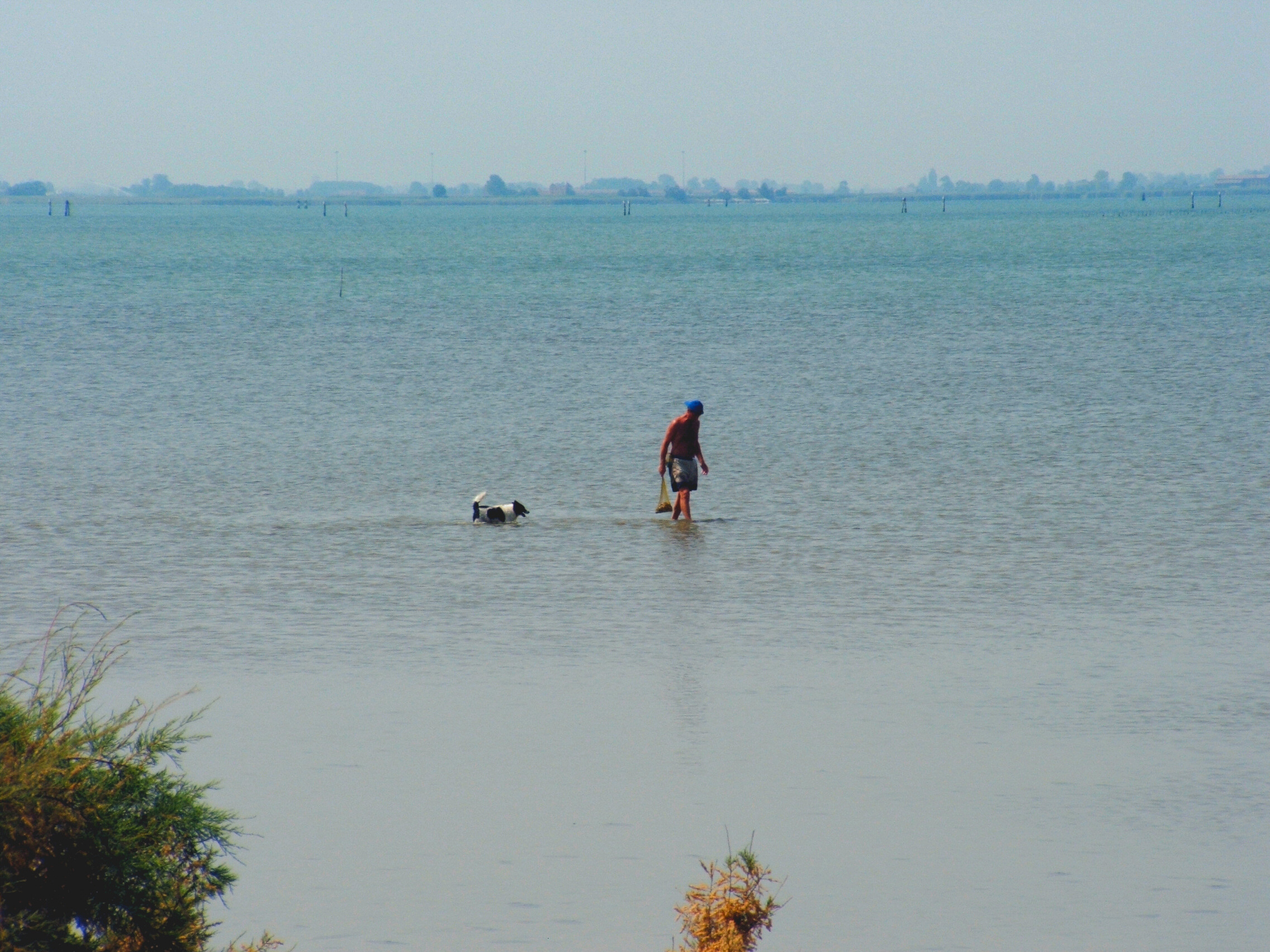
Laguna di Marano

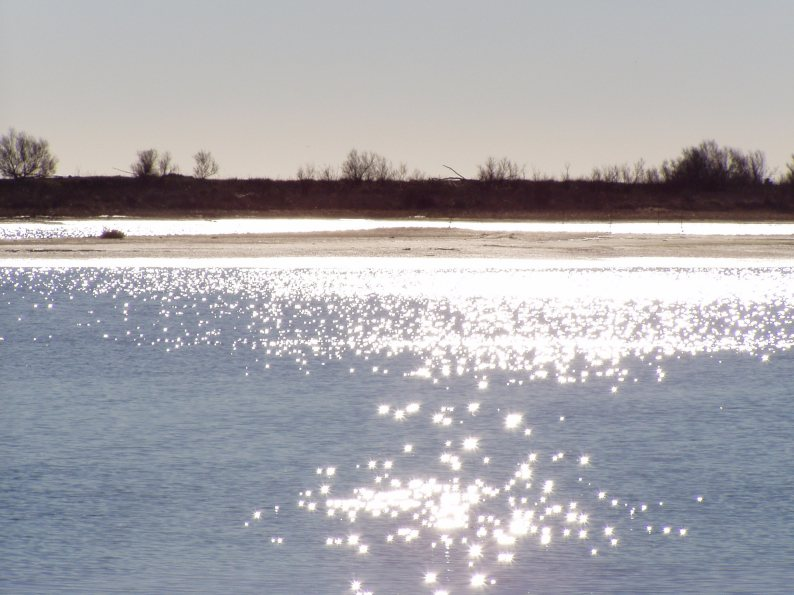
Laguna del Mort

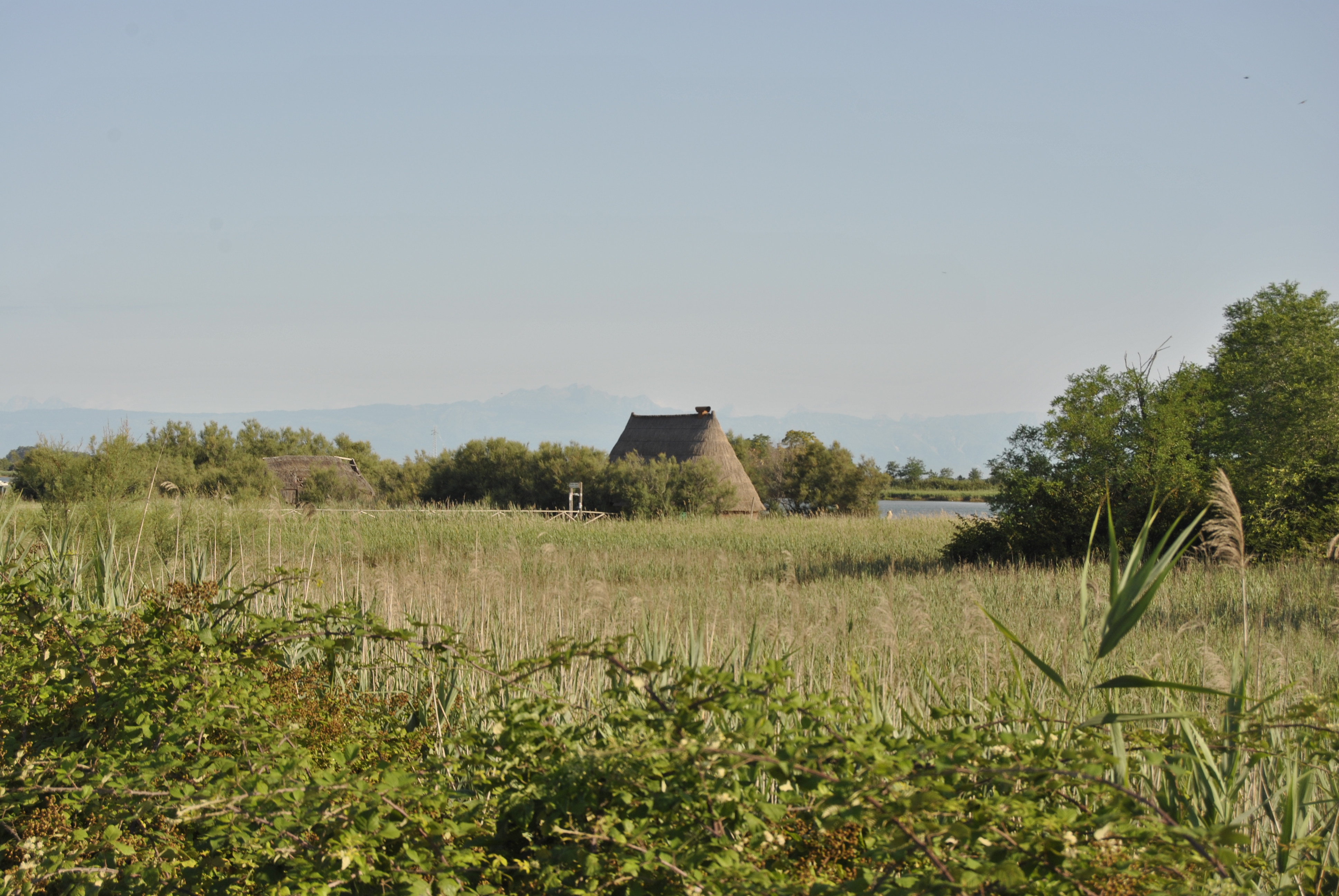
Laguna di Caorle

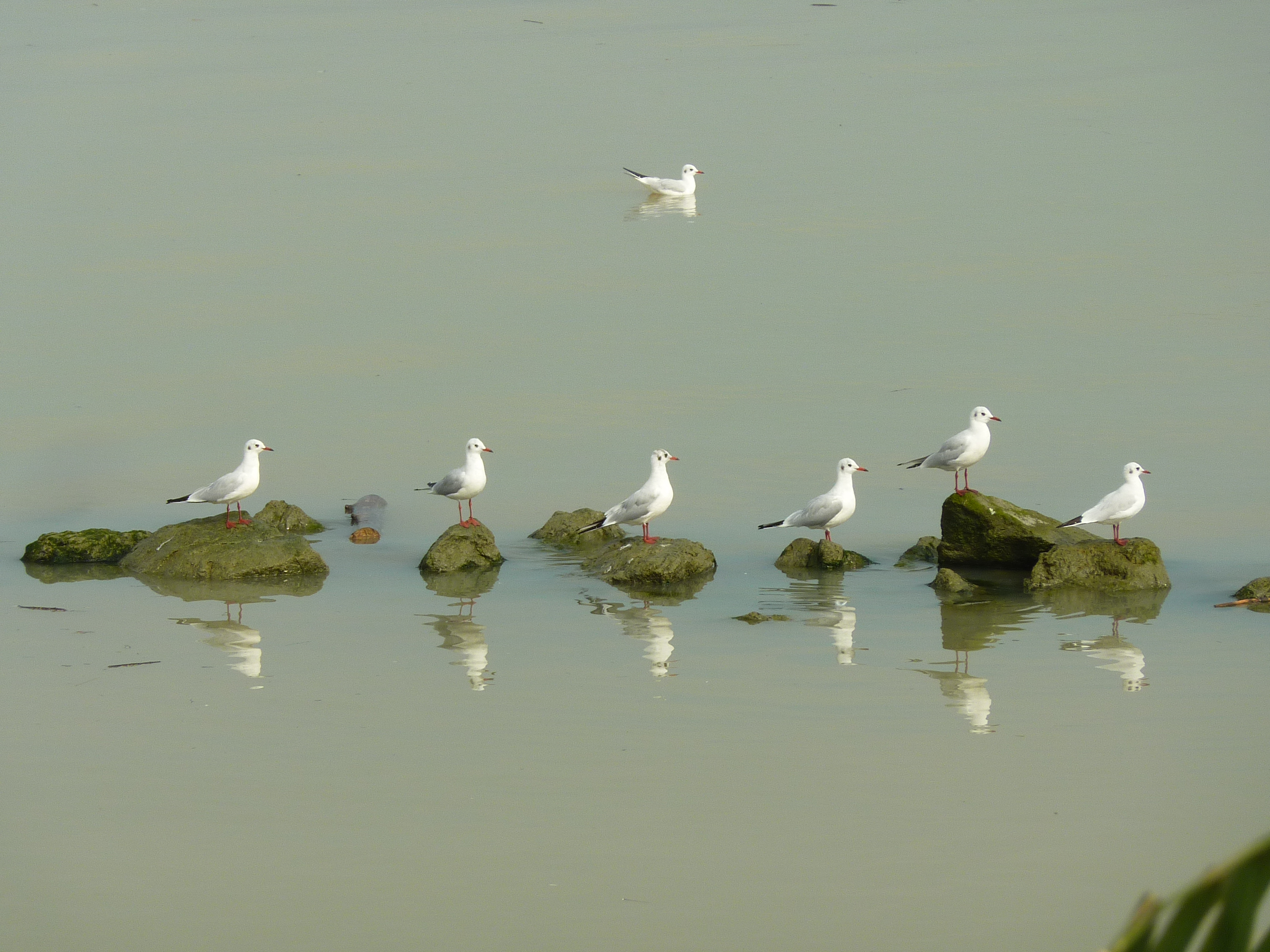
Delta del Po

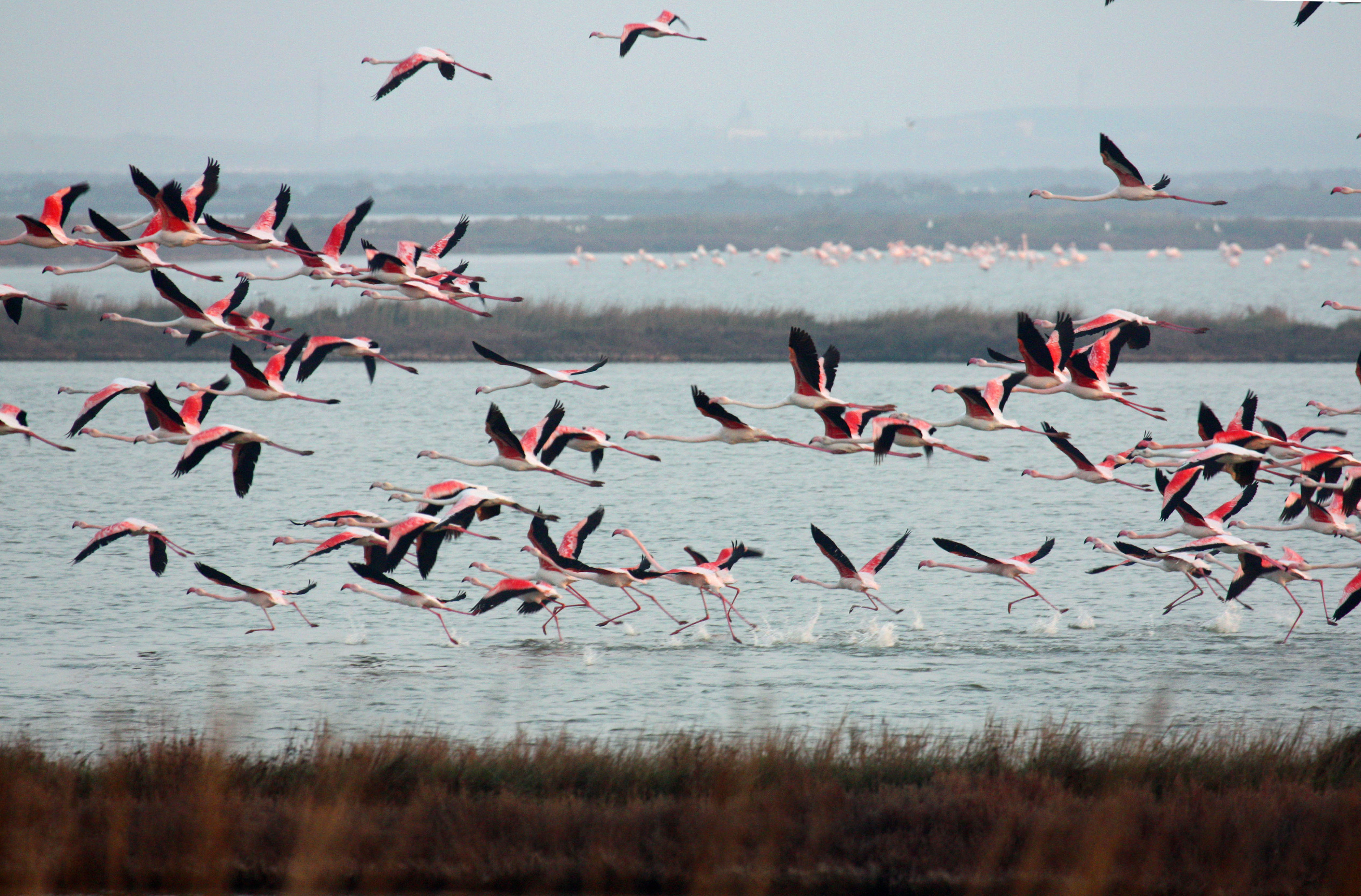
Valli di Comacchio

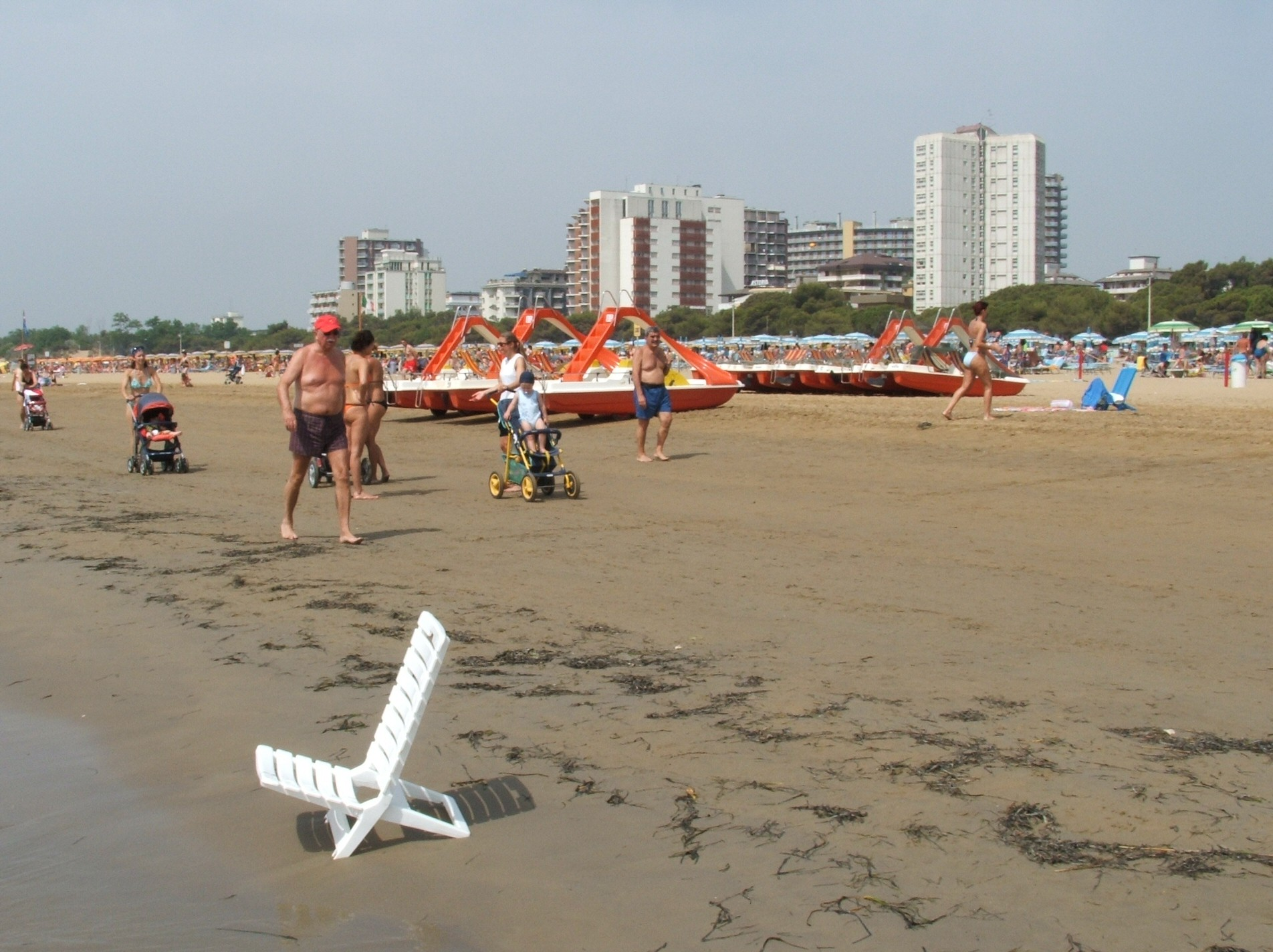
Lignano Sabbiadoro

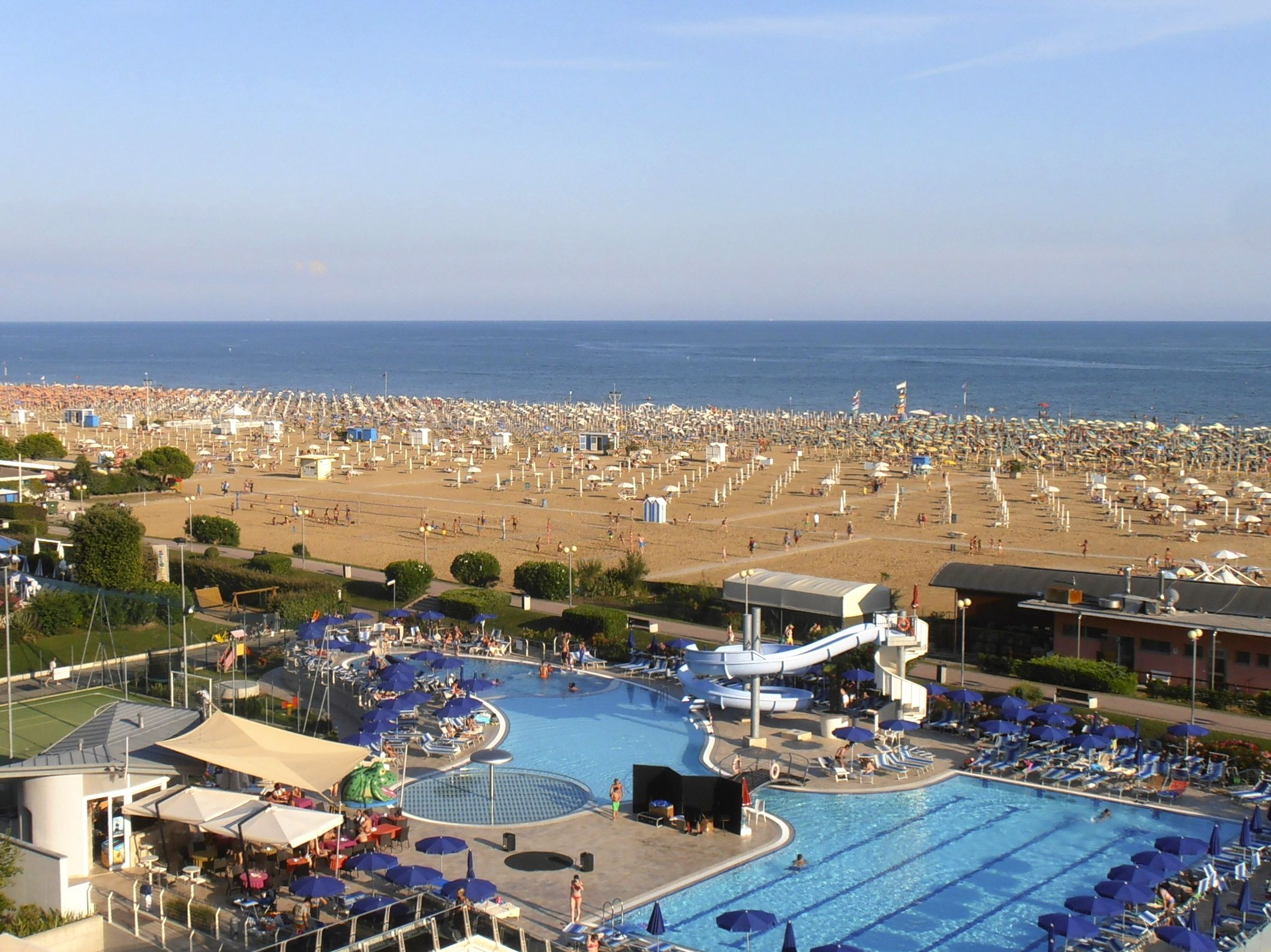
Bibione

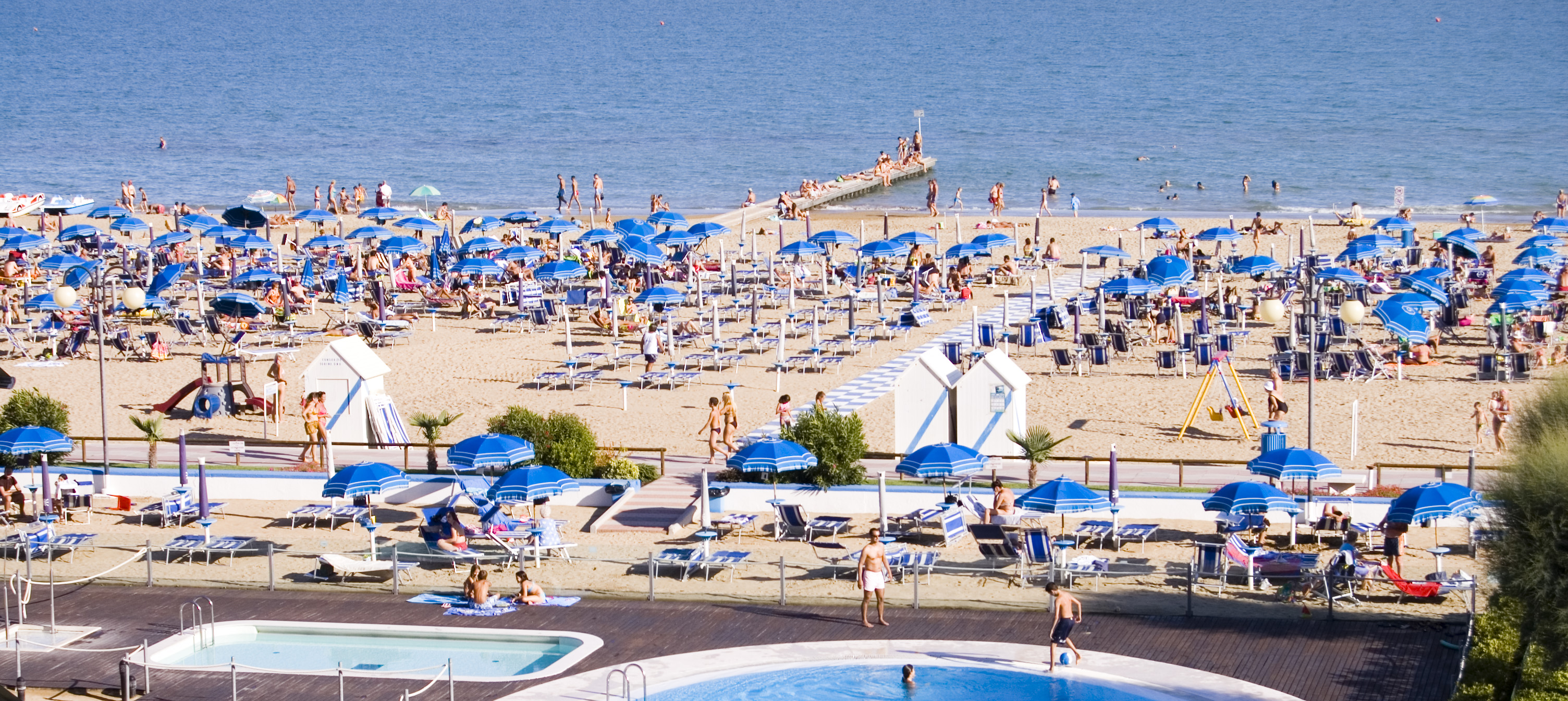
Jesolo

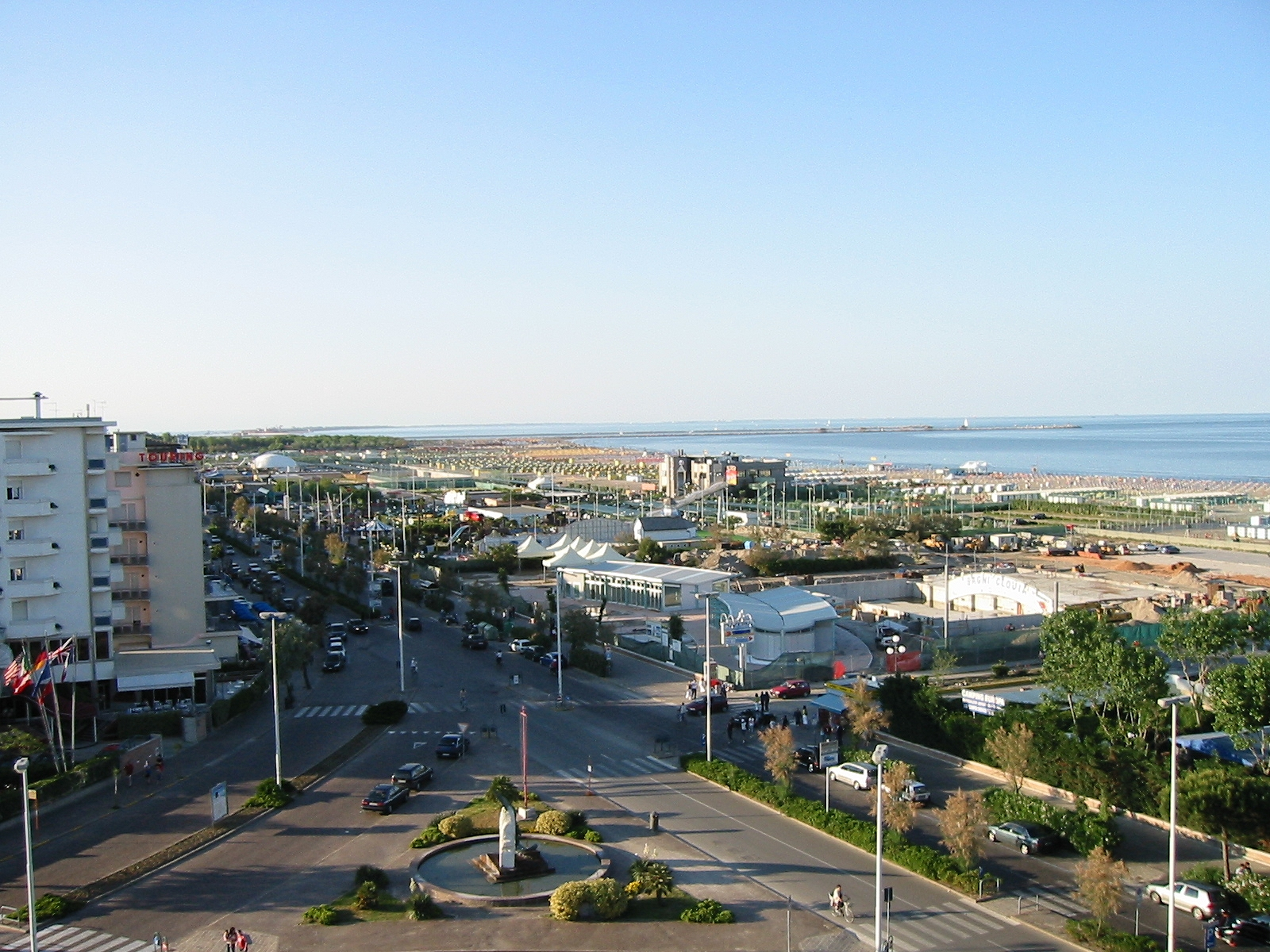
Chioggia Sottomarina

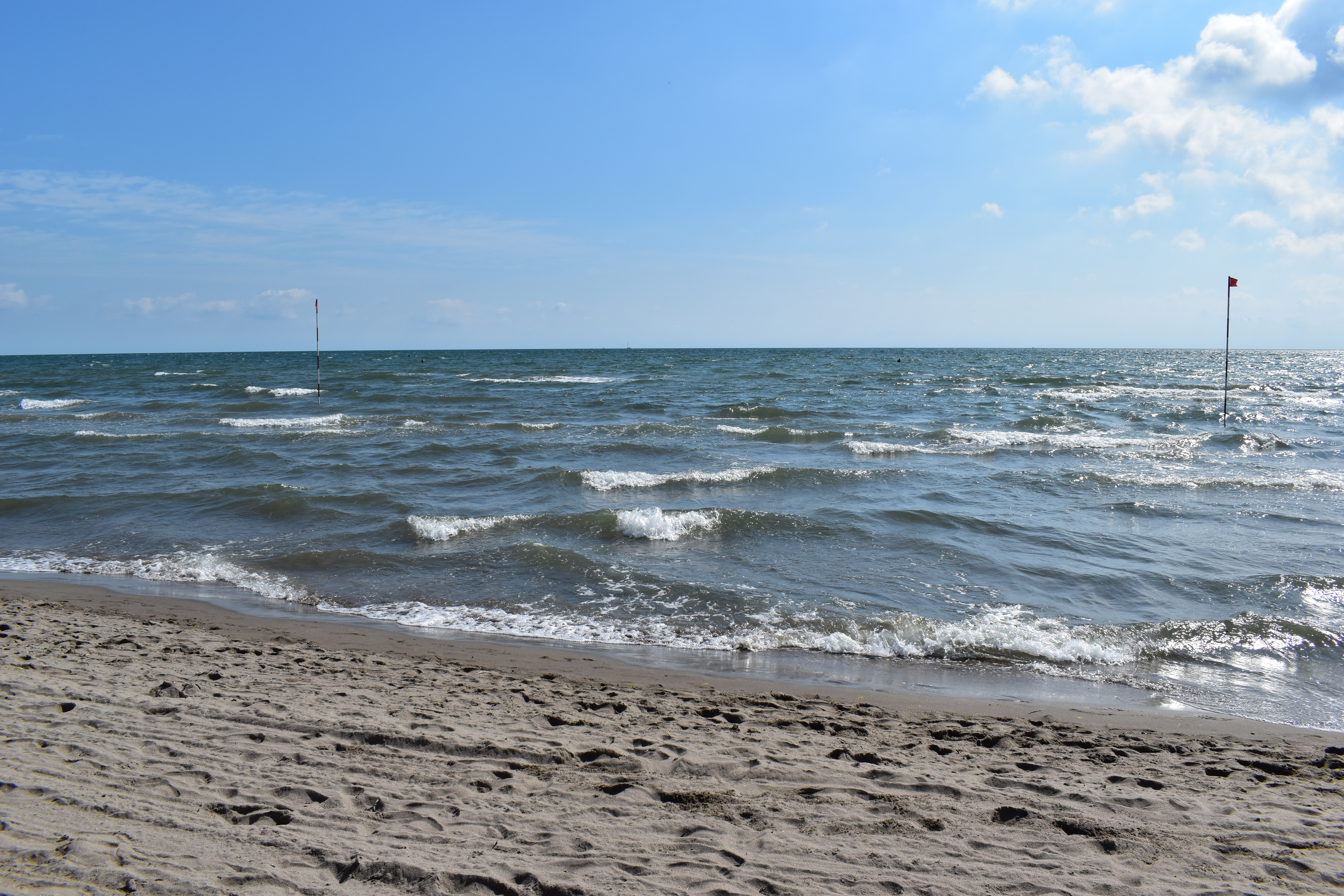
Rosolina Mare

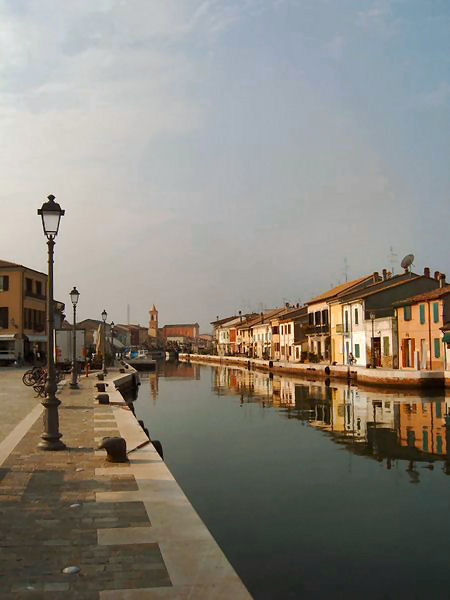
Cesenatico

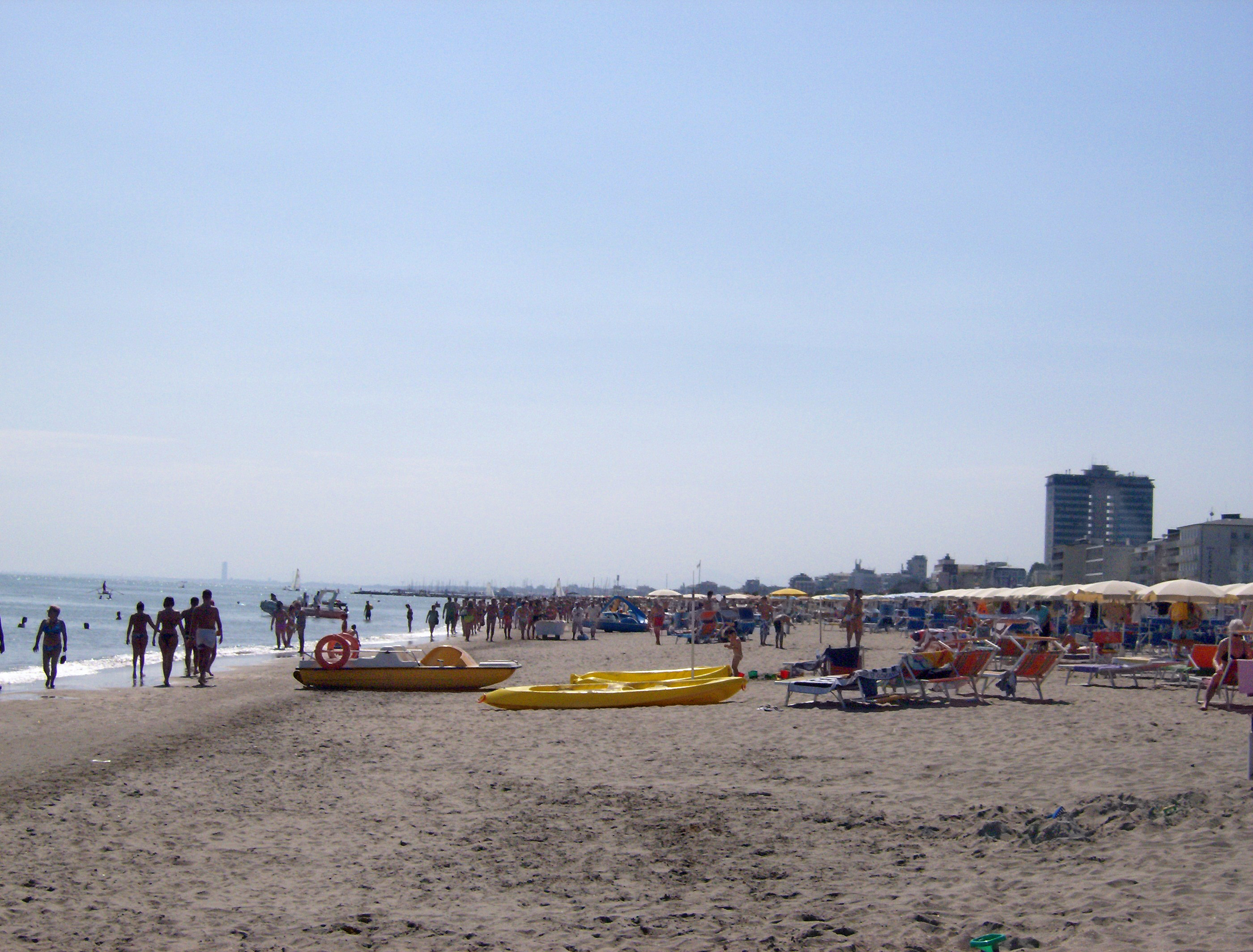
Milano Marittima

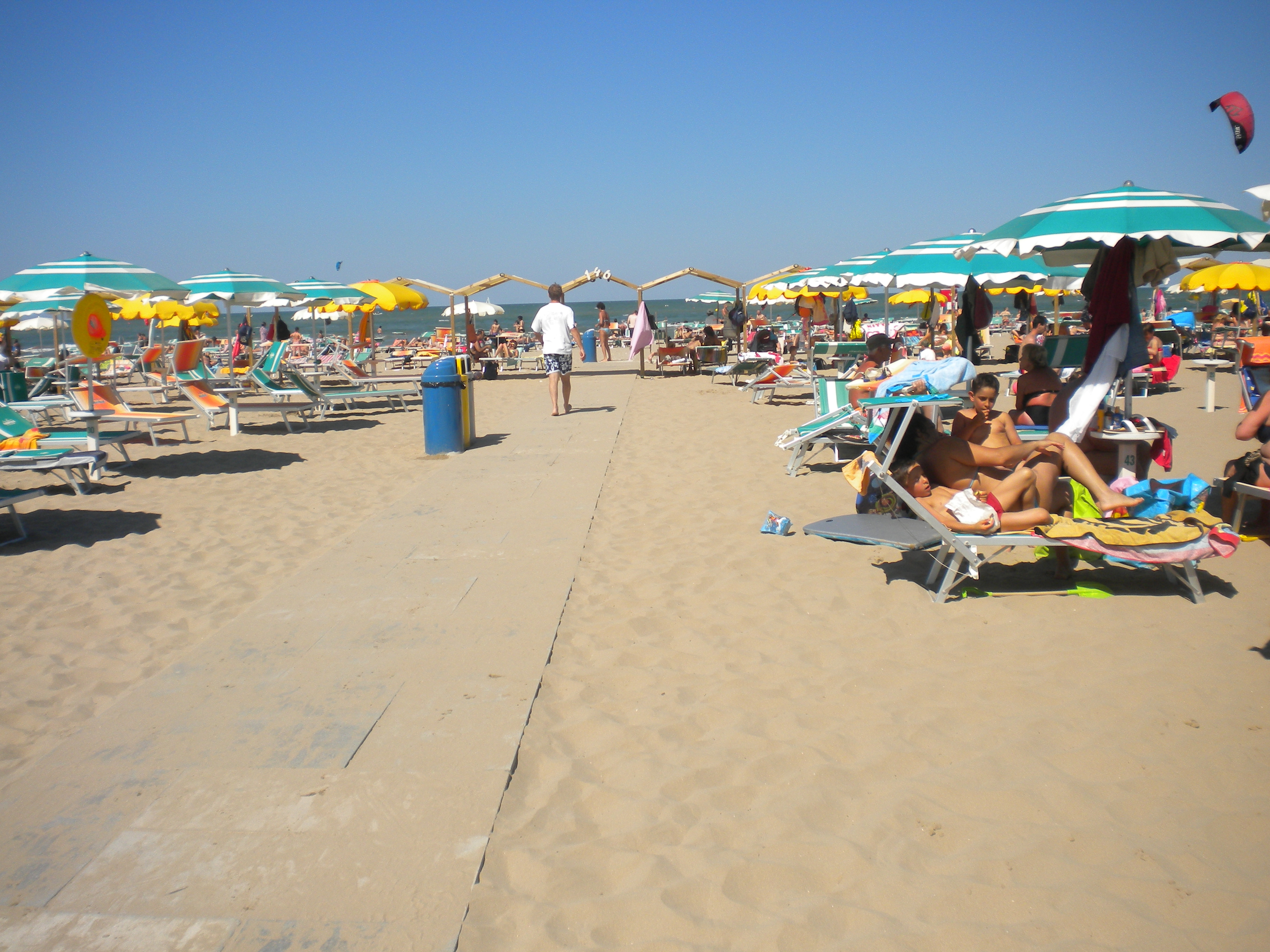
Riccione

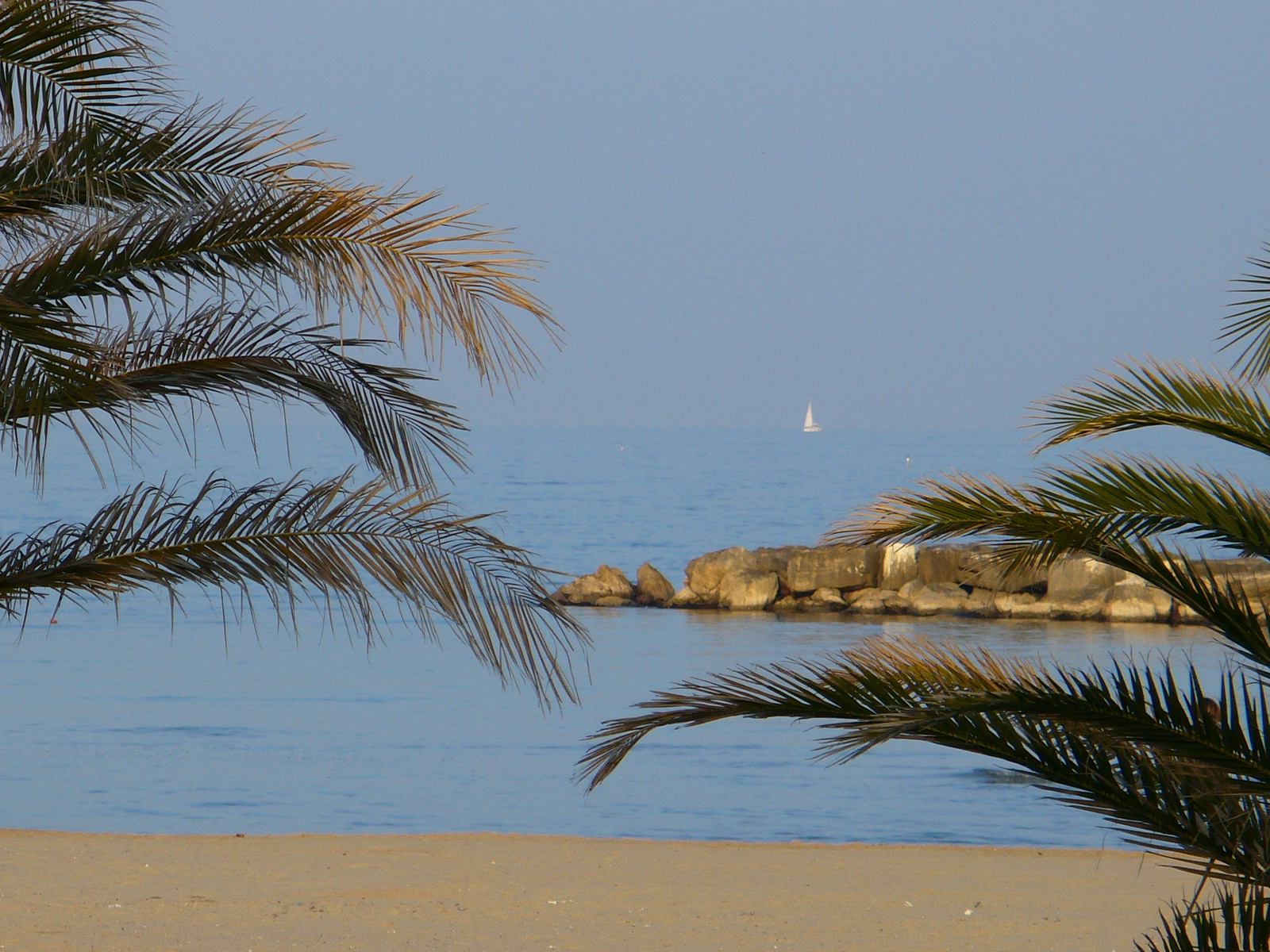
San Benedetto del Tronto

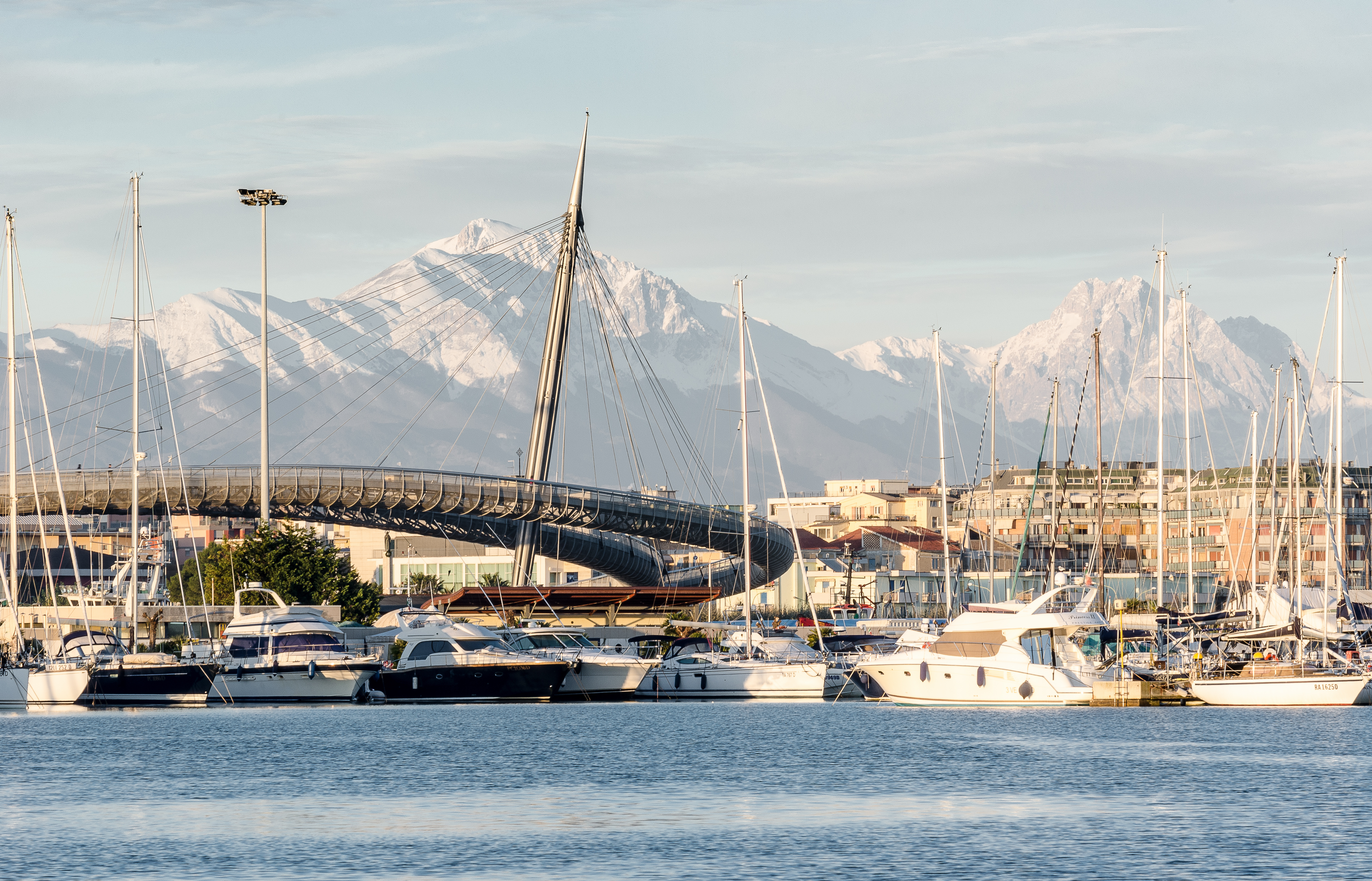
Marina di Pescara; sullo sfondo il ponte del Mare e il Gran Sasso d'Italia

Questo settore, compreso tra Pola e il canale d'Otranto, si presenta generalmente basso e sabbioso, eccetto che in corrispondenza della penisola Istriana, della costa triestina, del promontorio del Gargano, del promontorio del Conero e del promontorio del San Bartolo. Tra Grado e il delta del Po è orlato di lagune.
Le principali articolazioni nel settore, da nord-est procedendo verso ovest e poi verso sud sono le seguenti.
- Golfo di Venezia, il maggiore, su cui si affacciano il Veneto, il Friuli-Venezia Giulia, la Slovenia e l'Istria croata. Comprende al suo interno il Golfo di Trieste.

In  Slovenia
- Vallone di Capodistria
- Vallone di Pirano

In  Italia
- Golfo di Trieste
  - Vallone di Muggia
  - Golfo di Panzano
- Laguna di Grado
- Laguna di Marano
- Laguna di Caorle
- Laguna di Venezia
- Delta del Po
- promontorio del Monte San Bartolo
- Golfo di Ancona
- promontorio del Conero
- Golfo di Vasto
- promontorio del Gargano
- Golfo di Manfredonia

In territorio italiano, le uniche isole da ricordare sono le Tremiti, al largo del Gargano; in territorio croato si segnalano invece le isole Brioni.
Costa orientale
La costa orientale, tra Pola e il Canale d'Otranto, è prevalentemente rocciosa ed è articolatissima. I principali canali, golfi, penisole e promontori sono i seguenti.
- Istria, la penisola maggiore, divisa tra Slovenia, Croazia e, per una minima parte, Italia.

In  Croazia:
- Capo Promontore
- Golfo del Quarnaro
  - Quarnerolo
  - Canale della Morlacca
- Canale di Zara
- Capo San Niccolò
- Baia dei Castelli (tra Spalato e Traù)
- Canale della Brazza
- Canale di Lesina
- Canale di Curzola
- Canale della Narenta
- Canale di Sabbioncello
- Penisola di Sabbioncello
- Canale di Meleda
- Canale di Lagosta
- promontorio di Vittaglina (o di Prevlaka)
  - Punta d'Ostro

In  Montenegro: 
- Bocche di Cattaro
- Punta d'Arza

In  Albania:
- Baia del Drin
- Baia di Rodoni
- Capo Rodoni
- Baia di Lalzi
- Capo Bishti i Pallës
- Baia di Durazzo
- Capi Lagji
- Baia di Karavasta
- Baia di Valona
- Penisola di Karaburun
  - Capo Linguetta

Le più estese tra le 1 185 isole del settore orientale, quasi tutte nel territorio della  Croazia, sono:
- Veglia, 409 km²
- Cherso, 405,7 km²
- Brazza, 396 km²
- Lesina, 299,7 km²
- Pago, 285 km²
- Curzola, 279 km²
- Isola Lunga, 124 km²
- Meleda, 100,4 km²
- Arbe, 93,6 km²
- Lissa, 90,3 km²
- Lussino, 74,4 km²
- Pasman, 63 km²
- Solta, 51,9 km²
- Ugliano, 50,2 km²
- Incoronata, 50 km²
- Lagosta, 46 km².

Inoltre in Albania va ricordata Saseno.
Tra le Riviere più importanti troviamo:
- Riviera dalmata
- Riviera istriana
- Riviera veneto-friulana
- Riviera romagnola
- Riviera del Conero
- Riviera delle Palme
- Riviera abruzzese/Costa dei Trabocchi
- Riviera molisana (Costa dei Delfini)
- Riviera pugliese

## Porti
I porti principali in Italia sono, da nord a sud, Trieste, Venezia, Ravenna, Ancona, Ortona, Bari, Brindisi; in Slovenia il solo porto di Capodistria; in Croazia Pola, Fiume, Zara, Sebenico, Spalato e Ragusa; la Bosnia ed Erzegovina si serve del porto croato di Porto Tolero (in croato: Ploče); in Montenegro Antivari; in Albania Durazzo e Valona.
Nel periodo pre-classico, l'Adriatico era considerato un'articolazione dello Ionio; venne considerato un mare a sé stante a partire dal periodo repubblicano romano. Nel Medioevo e nell'Età Moderna, i Veneziani, che comprendevano nel proprio dominio la Dalmazia e alcuni porti pugliesi, chiamavano l'intero Adriatico con il nome di golfo di Venezia. Dal momento che la Serenissima era una delle maggiori potenze d'Europa, tale denominazione si diffuse molto, senza però soppiantare mai completamente il nome originale, al quale rimasero fedeli i pochi porti adriatici che Venezia non riuscì a sottomettere. Nei codici marittimi veneziani era addirittura chiamato il nostro canal, quasi fosse la continuazione del Canal Grande.
Sono elencati solo i porti che all'anno hanno più di un milione di tonnellate di traffico merci o che servono più di un milione di viaggiatori. Il transito di meno di 200 000 viaggiatori non è riportato.
| Porto | Stato e divisione amministrativa    | Passeggeri | Merci (tonnellate) |
| --- | ----------------------------------- | ---------- | ------------------ |
| Ancona | Italia, Marche                      | 1 654 000  | 10 573 000         |
| Bari | Italia, Puglia                      | 1 392 000  | 3 197 000          |
| Barletta | Italia, Puglia                      | -          | 1 390 000          |
| Brindisi | Italia, Puglia                      | 469 000    | 10 708 000         |
| Chioggia | Italia, Veneto                      | -          | 2 990 000          |
| Durazzo | Albania, Contea di Durazzo          | 770 000    | 3 441 000          |
| Capodistria | Slovenia, Regione carsico-litoranea | 100 000    | 17 051 000         |
| Manfredonia | Italia, Puglia                      | -          | 1 277 000          |
| Monfalcone | Italia, Friuli-Venezia Giulia       | -          | 4 544 000          |
| Ploce | Croazia, Regione raguseo-narentana  | 146 000    | 5 104 000          |
| Porto Nogaro | Italia, Friuli-Venezia Giulia       | -          | 1 475 000          |
| Albona | Croazia, Istria                     | 669 000    | 1 090 000          |
| Ravenna | Italia, Emilia-Romagna              | -          | 27 008 000         |
| Fiume | Croazia, Regione litoraneo-montana  | 219 000    | 15 441 000         |
| Spalato | Croazia, Regione spalatino-dalmata  | 3 979 000  | 2 745 000          |
| Trieste | Italia, Friuli-Venezia Giulia       | -          | 39 833 000         |
| Venezia | Italia, Veneto                      | 1 097 000  | 32 042 000         |
| Fonte per i dati sui porti italiani: Istituto nazionale di statistica (dati del 2010, porti italiani); i dati sul porto di Ancona comprendono quelli dei terminali di Ancona e di Falconara Marittima, che formano un complesso unico e condividono un'unica capitaneria di porto. Fonte per i dati sui porti croati: (dati 2008); i dati sul porto di Fiume includono anche quelli dei terminali di Buccari, Bršica e Castelmuschio; i dati sul porto di Ploče includono anche quelli del terminale di Metković I dati sui porti albanesi sono tratti dalla Camera di Commercio ed Industria di Durazzo - Albania (dati del 2007) I dati sul porto di Capodistria (dati 2011 Porto di Capodistria) sono tratti dal sito in Sloveno: |                                     |            |                    |

Oltre ai porti principali, tutti riportati in tabella, si segnalano anche i seguenti.
- In Italia:
  - in Puglia: Otranto, Monopoli, Polignano a Mare, Mola di Bari, Giovinazzo, Molfetta, Bisceglie, Trani.
  - in Molise: Termoli.
  - in Abruzzo: Giulianova, Pescara, Ortona, Vasto.
  - nelle Marche: San Benedetto del Tronto, Porto San Giorgio, Civitanova Marche, Senigallia, Fano, Pesaro.
  - in Emilia-Romagna: Porto Garibaldi, Cattolica, Rimini.
  - in Veneto: Jesolo, Caorle.
  - in Friuli-Venezia Giulia: Lignano Sabbiadoro, Grado, Monfalcone, Sistiana, Muggia.
- In Slovenia:
  - nella Regione carsico-litoranea: Isola d'Istria, Pirano.
- In Croazia:
  - in Istria: Cittanova d'Istria, Parenzo, Rovigno, Pola;
  - nella Regione litoraneo-montana: Abbazia, Porto Re;
  - nella Regione zaratina: Nona, Zara
  - nella Regione di Sebenico e Tenin: Sebenico
  - nella Regione spalatino-dalmata: Macarsca
  - nella Regione raguseo-narentana: Ragusa.
- in Bosnia ed Erzegovina (Federazione di Bosnia ed Erzegovina):
  - nell'Erzegovina-Narenta: Neum.
- in Montenegro: Cattaro, Antivari, Dulcigno.
- in Albania:
  - nella Prefettura di Valona: Valona, Saranda;
  - nella Prefettura di Alessio: San Giovanni di Medua.

## Problemi ambientali

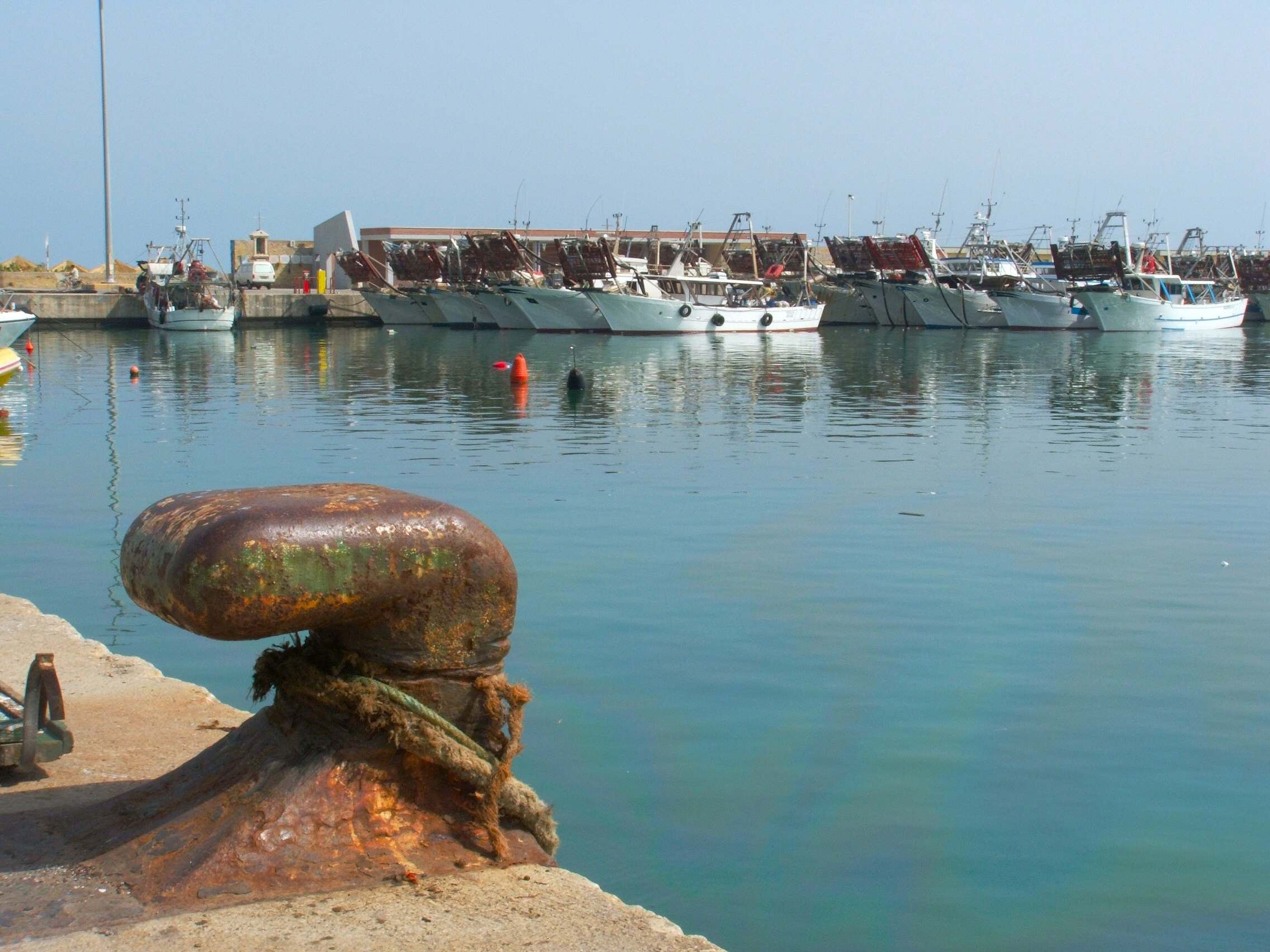
Giulianova

Negli anni novanta, specie nei mesi estivi, il Mar Adriatico è stato interessato dal fenomeno della mucillagine nelle acque superficiali e costiere che ha comportato in alcuni casi, a scopo precauzionale/preventivo, il divieto di balneazione in diverse sue spiagge e litorali. Sul finire degli anni novanta e per alcuni anni degli anni 2000 fenomeni di erosione di alcuni litorali da parte delle acque marine, specie in occasioni di forti mareggiate hanno intaccato fortemente diversi tratti costieri sabbiosi comportandone una lenta e progressiva riduzione in termini di ampiezza.

## Relitti subacquei
Alto Adriatico:
Relitti militari e civili:
- Peschereccio "Francesco Padre"

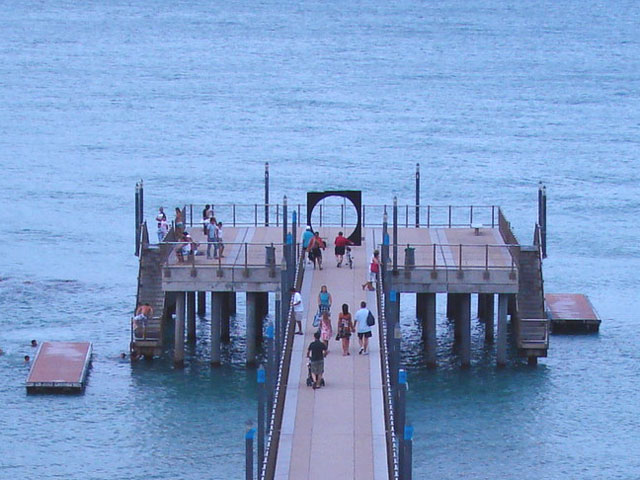
Francavilla al Mare

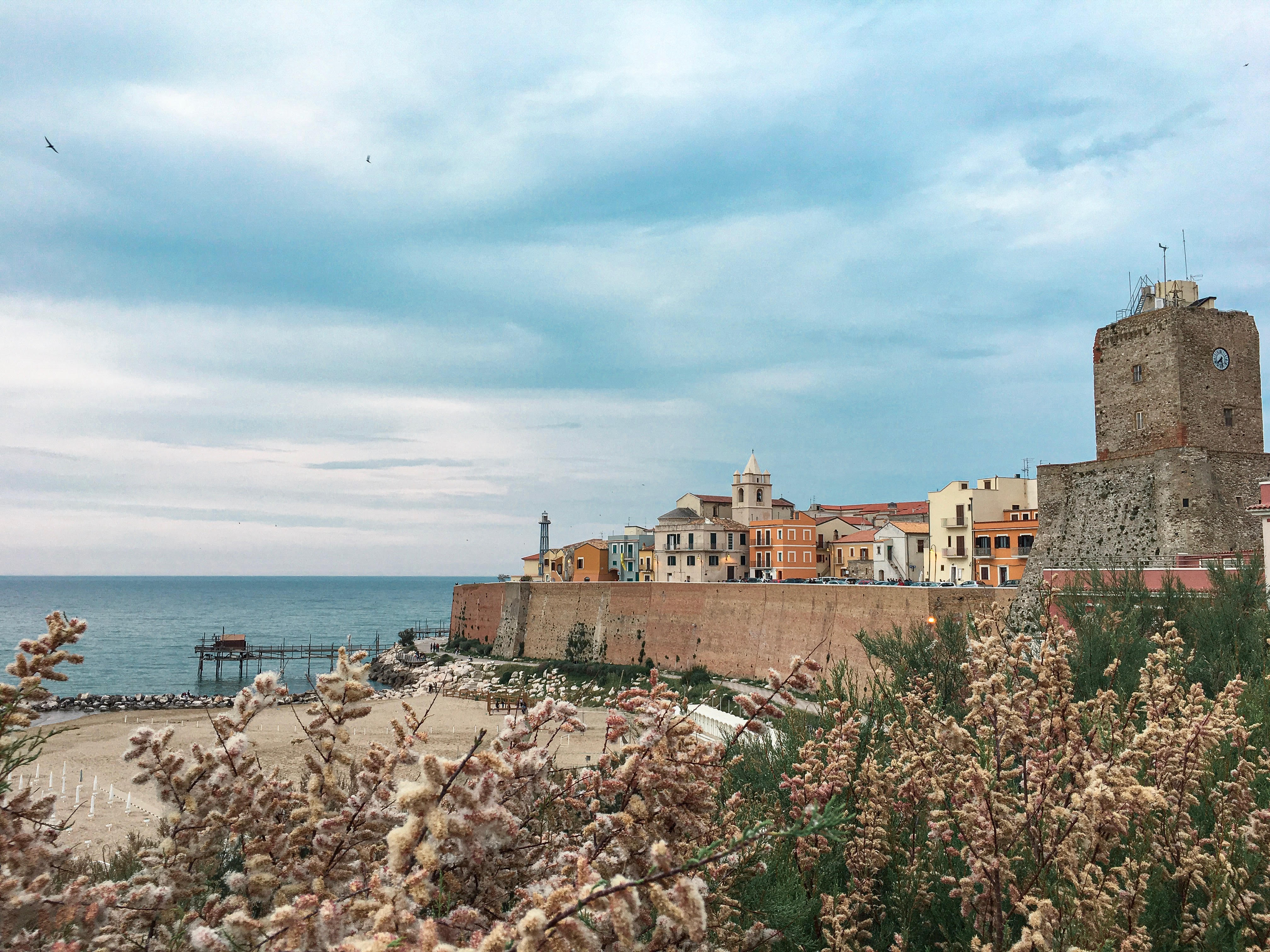
Termoli

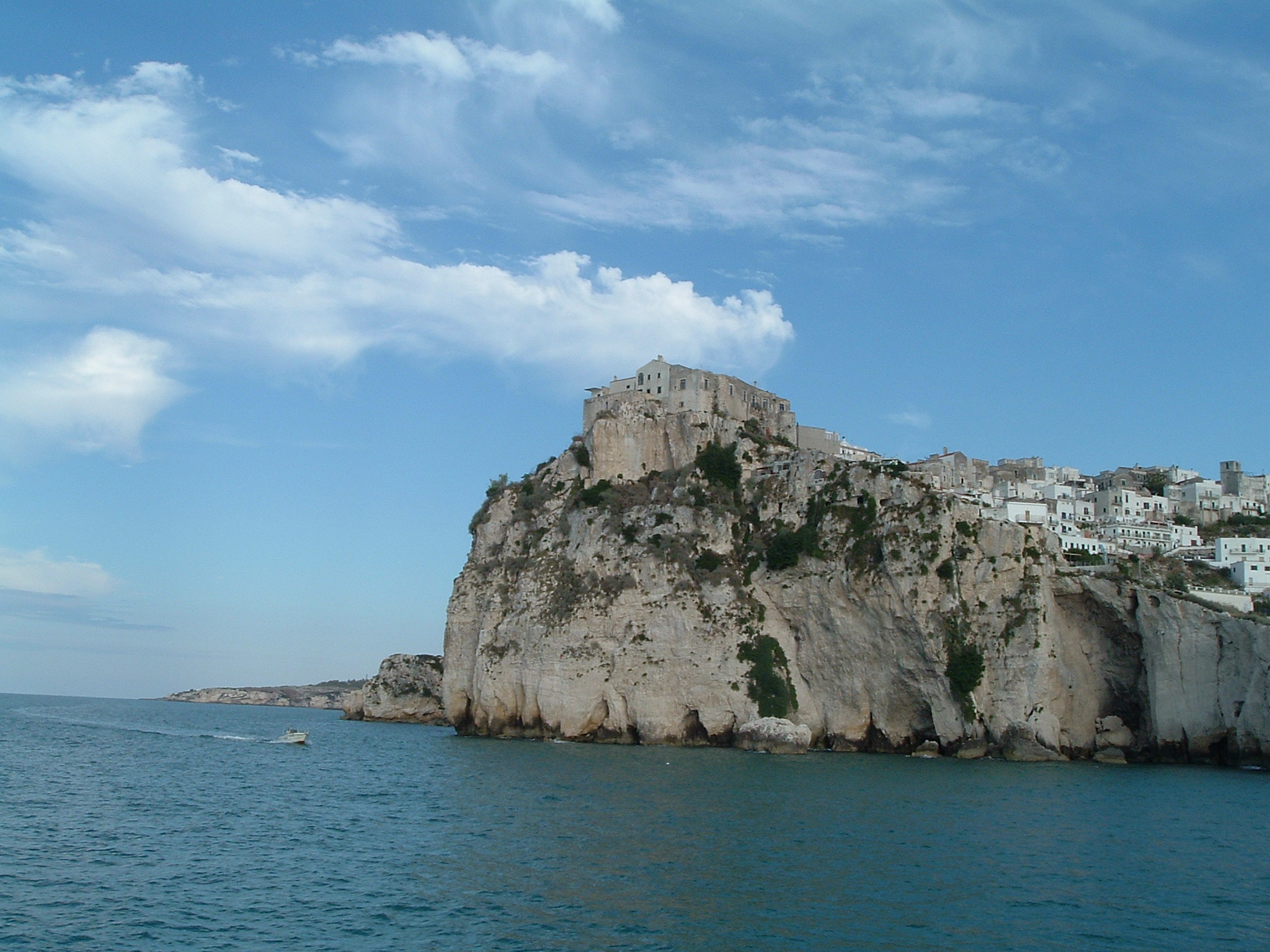
Peschici

- Cacciatorpediniere "Quintino Sella"
- Incrociatore "Amalfi"
- Torpediniera "88S"
- Torpediniera "5PN"
- Sommergibile "Medusa"
- Relitto "Sassi"
- Mercantile "Vila"
- Aereo P-47 Thunderbolt
- Mercantile "VRMAC"
- Matoponte "NIVIA"
- Mercantile "EVDOKIA II"
- Peschereccio "Ferreo"

Relitti antichi della laguna di Venezia:
- Relitto del "Mercure"
- Relitti di San Marco in Boccalama
- Relitto dei "Cannoni"
- Relitto del "Vetro"
- Brigantino
- Relitto delle "Alghe"
- Relitto delle "Ceppe"
- Brigantino Hellmuth
- Relitto dei mattoni

Relitti lungo la costa di Ravenna e Rimini:
- Piattaforma "Paguro"
- "Cargo Anni"
- Relitto "I Tralicci"
- Relitto "Thistlegorm dell'Adriatico"
- piattaforma dell'isola delle rose

## Citazioni letterarie
L'Adriatico è citato implicitamente da Dante Alighieri nel quinto canto dell'Inferno;
(vv. 97-99)